# Longines
Longines è un'azienda svizzera produttrice di orologi di lusso, facente parte del gruppo Swatch.

## Storia

### 1800

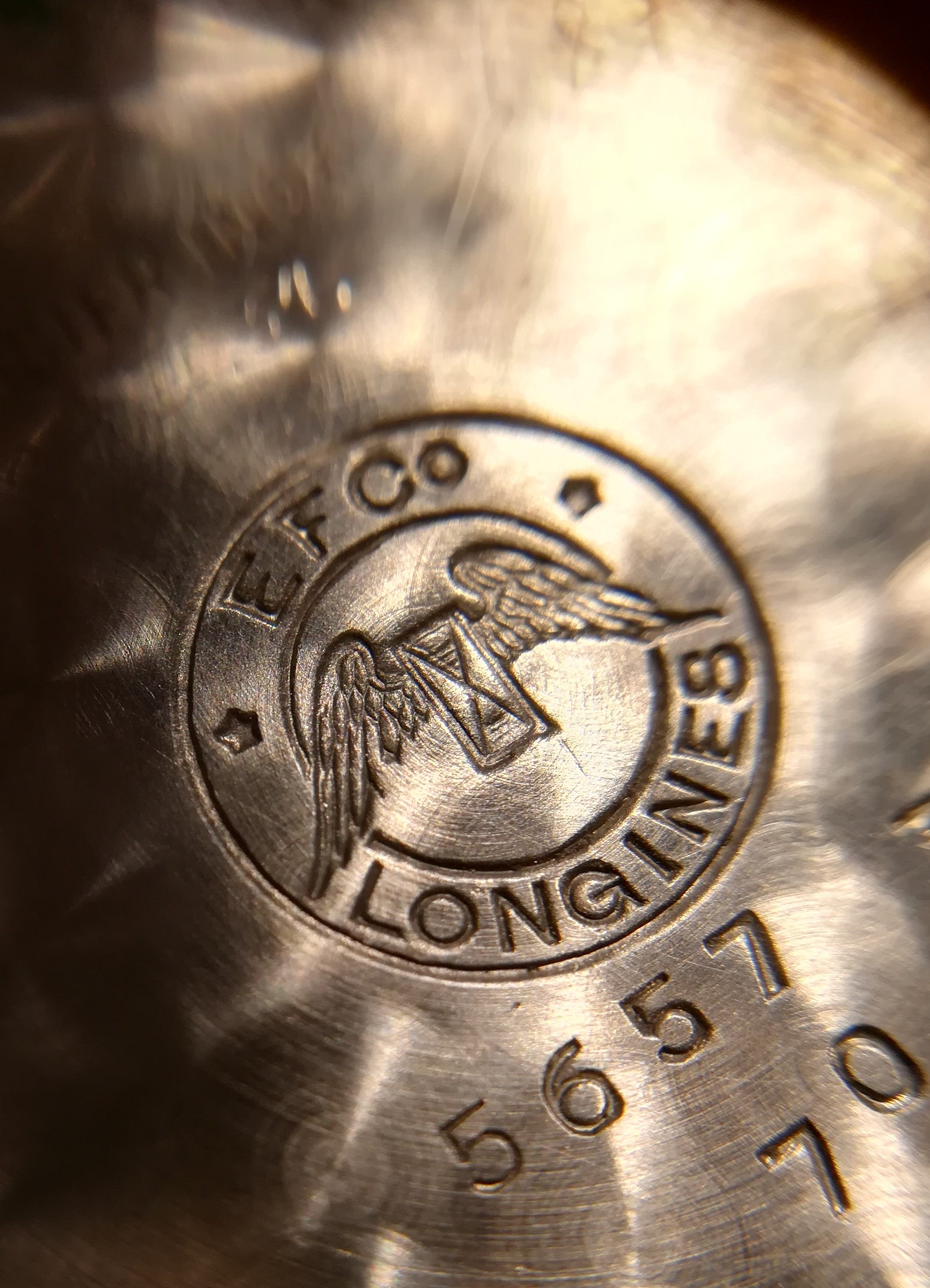
Particolare fondello Longines con le iniziali EFC.

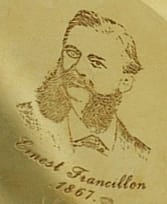
Ritratto di Ernest Francillon (nipote del fondatore) riprodotto sul fondello di un orologio la cui collezione porta il suo nome, circa 1992.

L'azienda fu fondata nel 1832 a Saint-Imier da Auguste Agassiz con il nome di Agassiz & Compagnie per poi assumere l'attuale denominazione nel 1867 in seguito all'acquisto da parte del proprietario di un terreno in una località nota come Les Longines su cui l'imprenditore costruì la propria fabbrica di orologi. Il nome Longines venne adottato, assieme al simbolo della clessidra alata, dal nipote di Auguste Agassiz, Ernest Francillon (le cui iniziali verranno registrate nel 1889 e riportate per lungo tempo all’interno dei fondelli e sono utilizzate tuttora come decorazione di questi). Francillon, figlio della sorella di Agassiz, contribuirà inoltre, attorno agli anni Sessanta del 1800, a rendere la Maison una vera e propria manifattura, in grado di produrre in-house tutte le componenti degli orologi. In quegli anni, infatti, viene realizzato il primo movimento in-house dell’azienda, il 20A, seguito da altri calibri, da 17" e 18" (38/39 mm di diametro), molto curati e realizzati appositamente per gli orologi da tasca, che saranno più venduti di quelli da polso fino a metà anni Venti del Novecento e che contribuiscono ad aumentare la popolarità della casa della clessidra alata. Il primo orologio a marchio Longines è stato presentato al grande pubblico nel 1867.
Nel 1878 viene realizzato il primo calibro cronografico, monopulsante, il 20H (da tasca). Lo stesso anno la Maison si afferma anche come cronometrista di qualche gara, inizialmente soprattutto nelle corse dei cavalli (la partnership tra Longines e il mondo equestre prosegue tuttora sia nelle competizioni, sia negli orologi disponibili a catalogo, come si può notare dalla collezione Equestrian attualmente presente a catalogo e dedicata a un pubblico femminile).
Nel 1879 l'abilità di Longines per la realizzazione di meccanismi precisi e affidabili ottiene i primi riconoscimenti internazionali di cronometria.
Nel 1880 Francillon ha registrato il nome, e nel 1889 il logo, rendendo la Longines l'azienda con il logo più antico tra i fabbricanti di orologi.
Nel 1888 viene prodotto il primo calibro della casa ad essere certificato cronometro, il 21.59, nato per animare orologi da tavolo. 
Verso fine Ottocento Longines stringe una partnership con Wittnauer, azienda fondata negli Stati Uniti pochi anni prima dall’immigrato svizzero Albert Wittnauer. Grazie a questa collaborazione, Longines viene distribuita Oltreoceano da un’importante rete di vendita e alcuni modelli della clessidra alata vengono venduti con doppio marchio inciso su cassa e quadrante. L'importante collaborazione consente ben presto alla casa di Saint-Imier di diventare l'azienda orologiera elvetica più nota e diffusa negli Stati Uniti e il mercato nordamericano arrivò a pesare fino al 20% del fatturato aziendale.

### 1900-1930: il legame con lo sport e le grandi esplorazioni

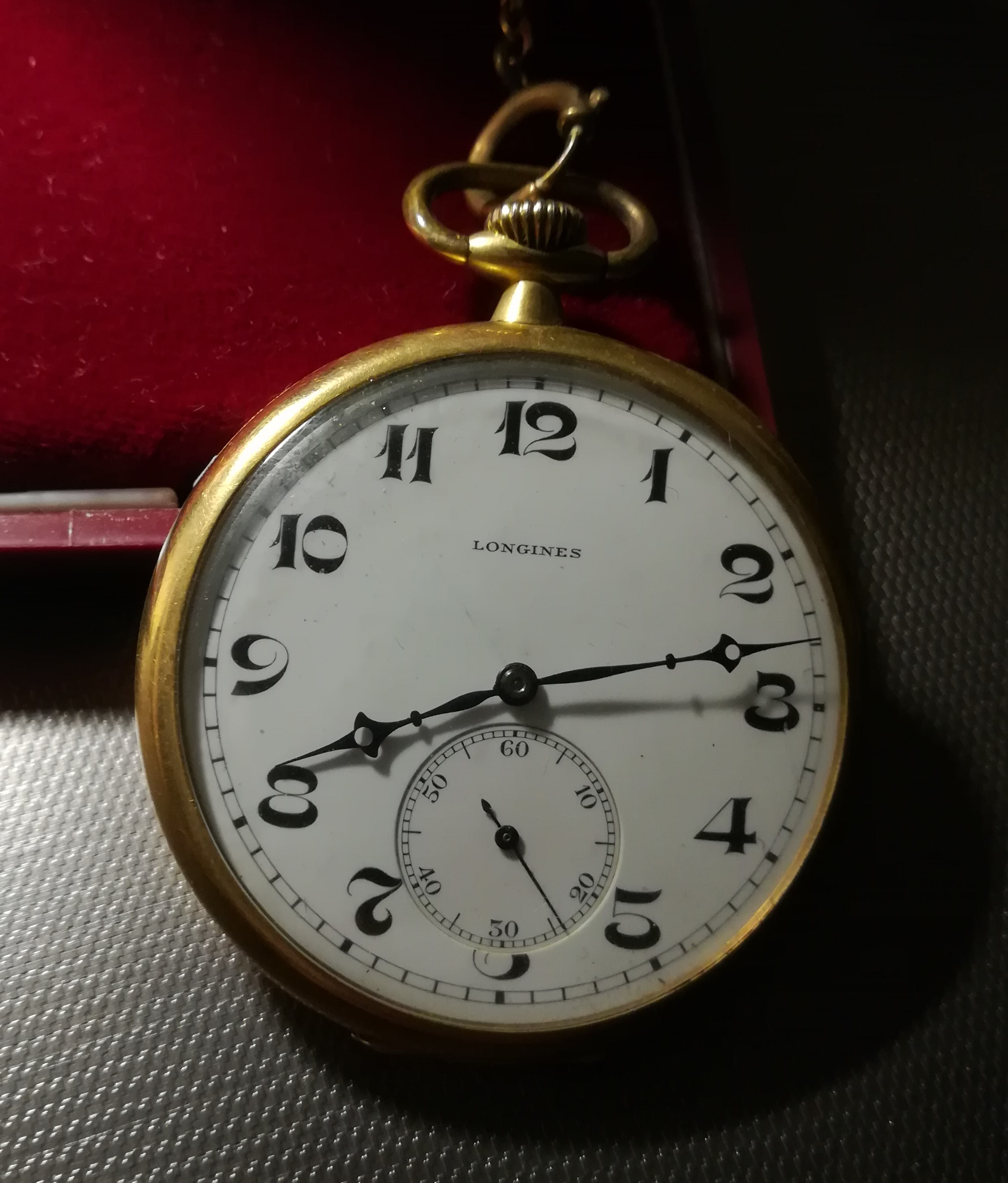
Longines da tasca in oro con numeri in stile Art Déco, fine anni '20.

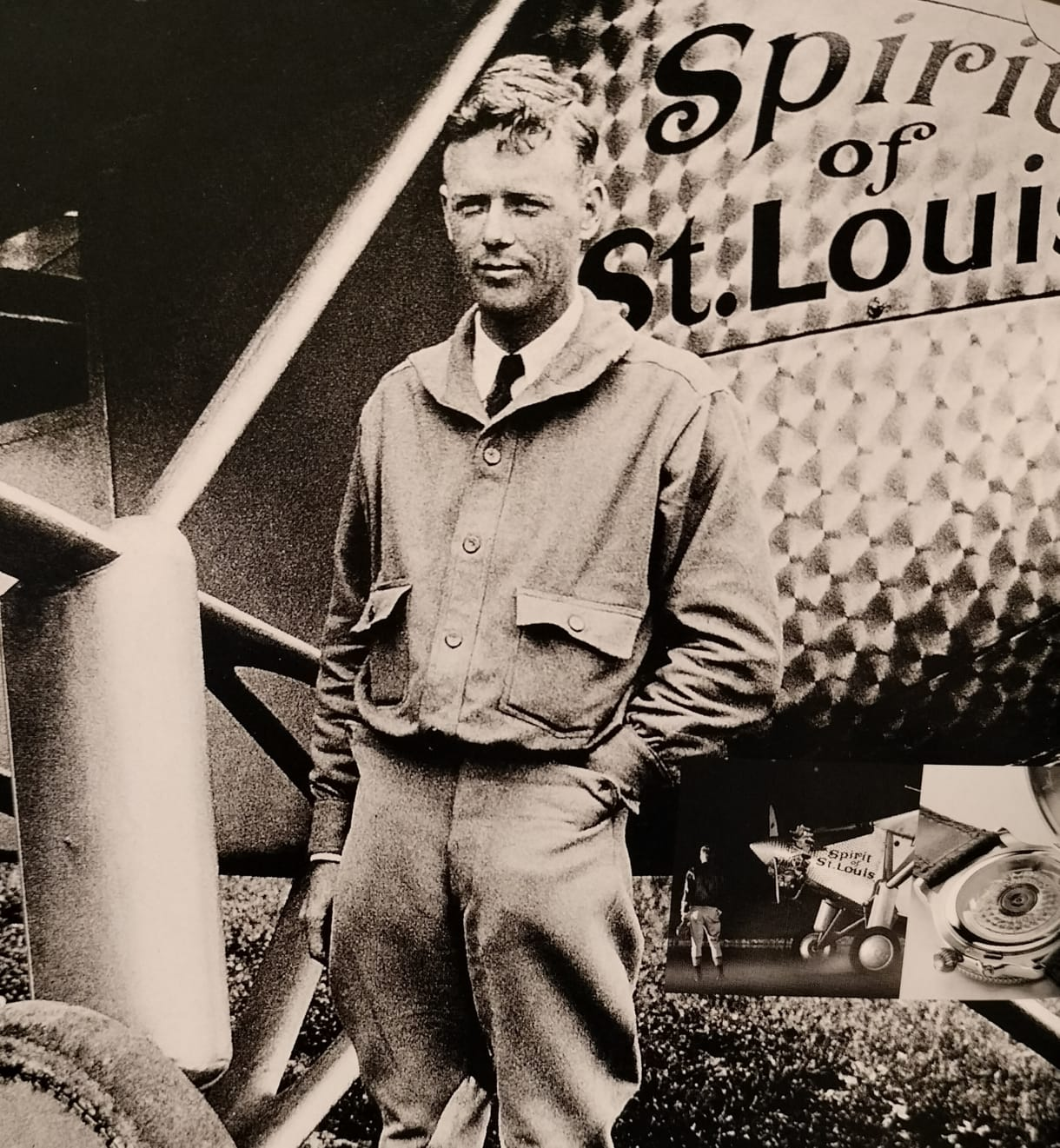
Fotografia di Charles Lindbergh davanti al suo aereo, lo Spirit of St. Louis, presa da un catalogo Longines di fine anni '90

Nel 1900 diversi cronometri da navigazione equipaggiavano la spedizione al Polo Nord di Luigi Amedeo di Savoia-Aosta Duca degli Abruzzi. Nel 1905 altri strumenti di bordo della Longines equipaggiano la nave Arctic con cui l'esploratore canadese Joseph-Elzéar Bernier raggiunge l'Artico per la prima volta, rivendicando il possesso di alcune isole artiche da parte del Dominion.
Nel 1908 viene creato il primo orologio dell'azienda, da tasca, con indicazione di due fusi orari. Quello da polso con questa funzione viene ideato nel 1925 e venne ribattezzato Zulu, per la presenza del simbolo della lettera Z sul quadrante, secondo l'alfabeto militare.
A metà anni '10 Longines contava già circa 2500 dipendenti.
Nel 1913 viene lanciato il primo calibro cronografico da polso di Longines, il 13.33Z, di grande pregio e assai innovativo. Grazie ad una modifica del movimento 13.33Z l'azienda è diventata una pioniera nella realizzazione di uno dei primissimi cronografi da polso dotati di complicazione flyback (o "retour en vol"), che dà la possibilità, premendo un solo tasto, di azzerare i secondo cronografici e di farli immediatamente ripartire, senza dover arrestare la lancetta e riportarla a zero.
Il legame con lo sport e il cronometraggio si stringe grazie alla creazione, tra il 1914 e il 1916, di due cronometri da tasca in grado di misurare il decimo e il centesimo di secondo. 

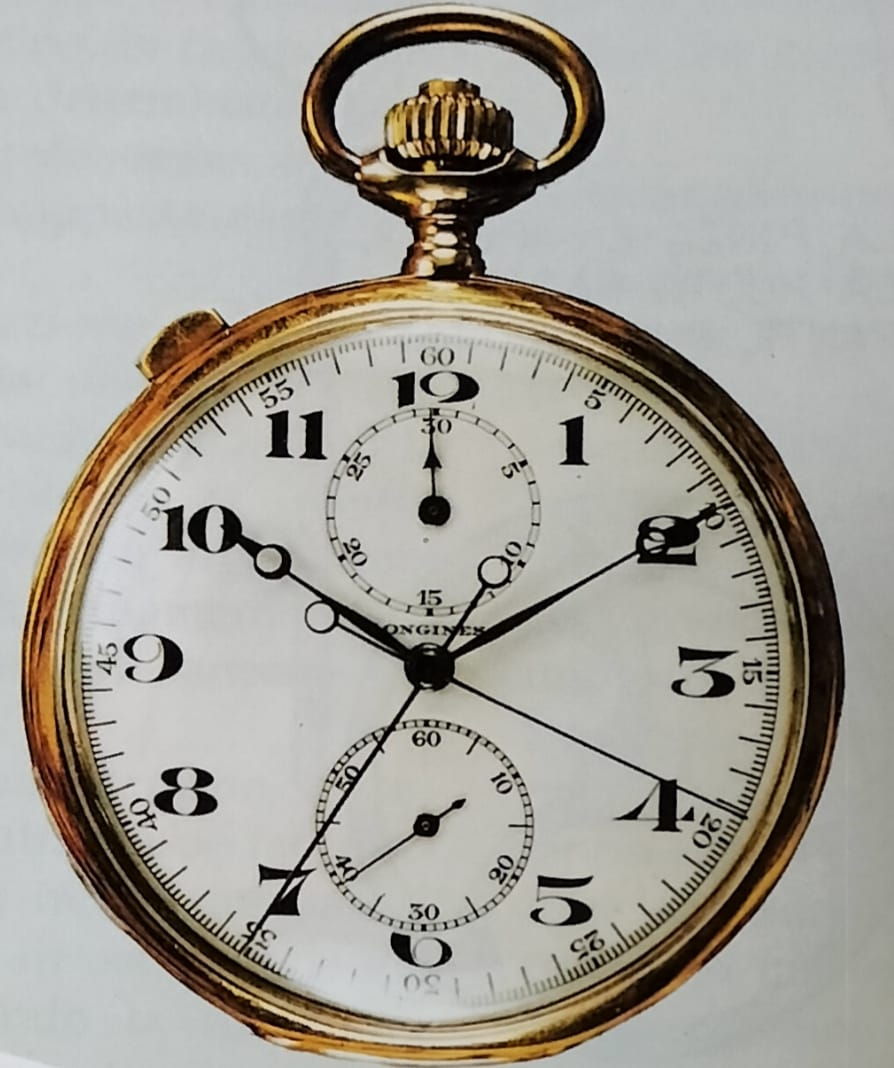
Longines cronografo rattrapante, fine anni Venti

Dal 1916 inizia la produzione dei calibri in-house di forma. Nel 1923 Longines diventa la prima casa orologiera a montare una lunetta girevole su un orologio da polso. Nel 1927 Charles Lindbergh, pioniere dell’aviazione, chiede alla Maison la produzione di un orologio con angolo orario, realizzato sulla base del Weems, di pochi anni precedente e così chiamato in onore di Philippe Van Horn Weems, ufficiale della marina militare americana che contribuì alla realizzazione di quest'ultimo. Si tratta di uno strumento di navigazione, un vero e proprio tool watch. Il buon nome dell'azienda ha consentito anche di accompagnare diversi celebri aviatori italiani, Francesco de Pinedo, Carlo Del Prete e Arturo Ferrarin, durante diverse trasvolate compiute nella seconda metà degli anni Venti, come il Raid delle Americhe e la transvolata Roma-Brasile senza scali, a bordo di un Savoia-Marchetti S.64. Alcuni Weems sono stati assegnati a diverse forze armate di vari paesi del mondo, come nel caso dei soldati del cielo dell'aviazione imperiale giapponese.

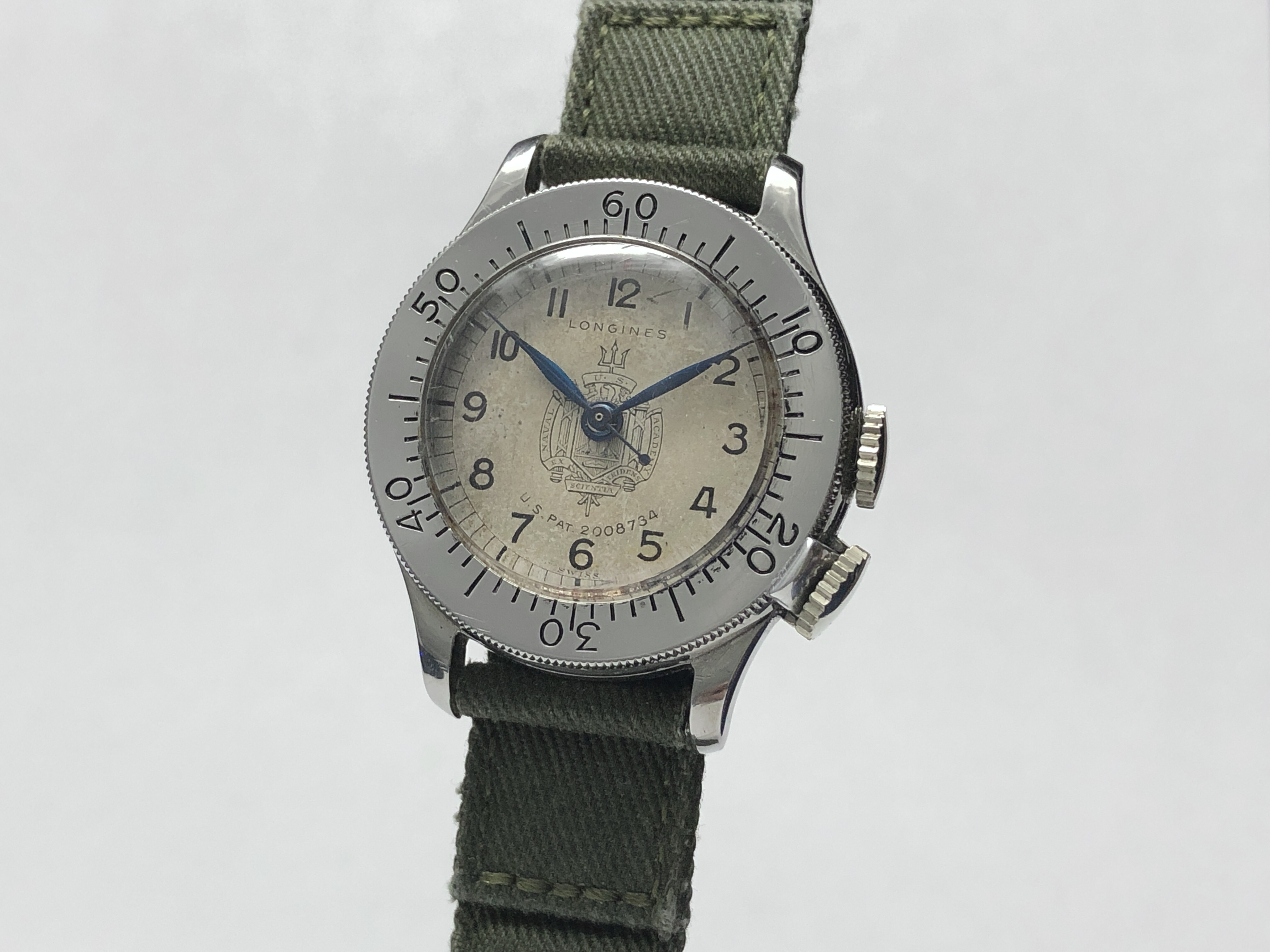
Longines Weems ref. 4036 dotato di brevetto di Philip Van Horn. Risalente a metà anni Trenta.

Longines si afferma dunque sia come costruttrice di orologi da polso, sia di strumenti di bordo per velivoli. Nel 1929 dota della strumentazione di bordo il dirigibile LZ 127 Graf Zeppelin che compie il giro del mondo. Nello stesso periodo i cronografi, anche flyback, prodotti sono stati utilizzati anche dall'aviazione italiana. La crisi economica globale del 1929 toccò anche Longines, la quale dapprima perse parte dei suoi ricavi negli USA, ma verso la seconda metà degli anni Trenta riuscì a tornare ad un livello di produttività pre-crisi anche grazie all'intervento dell'azienda orologiera statunitense Bulova, la quale aveva stabilito un'importante sinergia con Wittnauer, acquistandone buona parte delle quote.
Nel 1935 viene realizzato un orologio (ref. 3582), anch'esso per piloti e destinato all'aviazione cecoslovacca, riproposto recentemente sul mercato col nome di Pilot Majetek. Il nome Majetek è l'abbreviazione della frase "Majetek Vojenské Správy", che significa "di proprietà dell'esercito cecoslovacco".

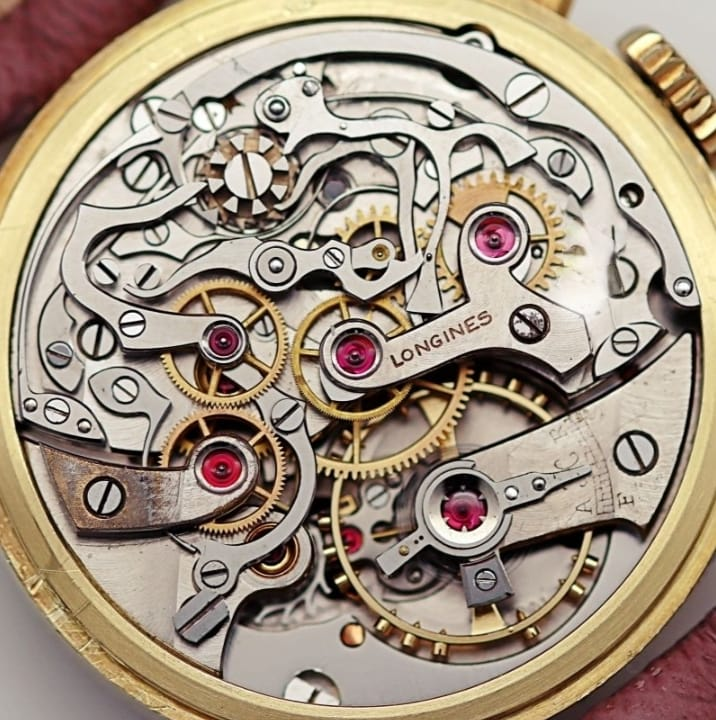
Calibro cronografico Longines 13ZN, anni Quaranta

Nel 1936 viene lanciato il calibro 13ZN, reputato pressoché unanimemente il miglior cronografo da polso mai realizzato, con funzione flyback. Nel 1938 realizza lo Stop Seconde: un segnatempo in grado di svolgere funzioni cronografiche pur non avendo i contatori grazie a un pulsante a ore 2 con cui arrestare la sfera dei secondi continui centrale. Nel 1939 Longines arriva a misurare il centesimo di secondo con uno stopwatch, per le gare sportive.

### 1940-1950: l'epoca d'oro di Longines

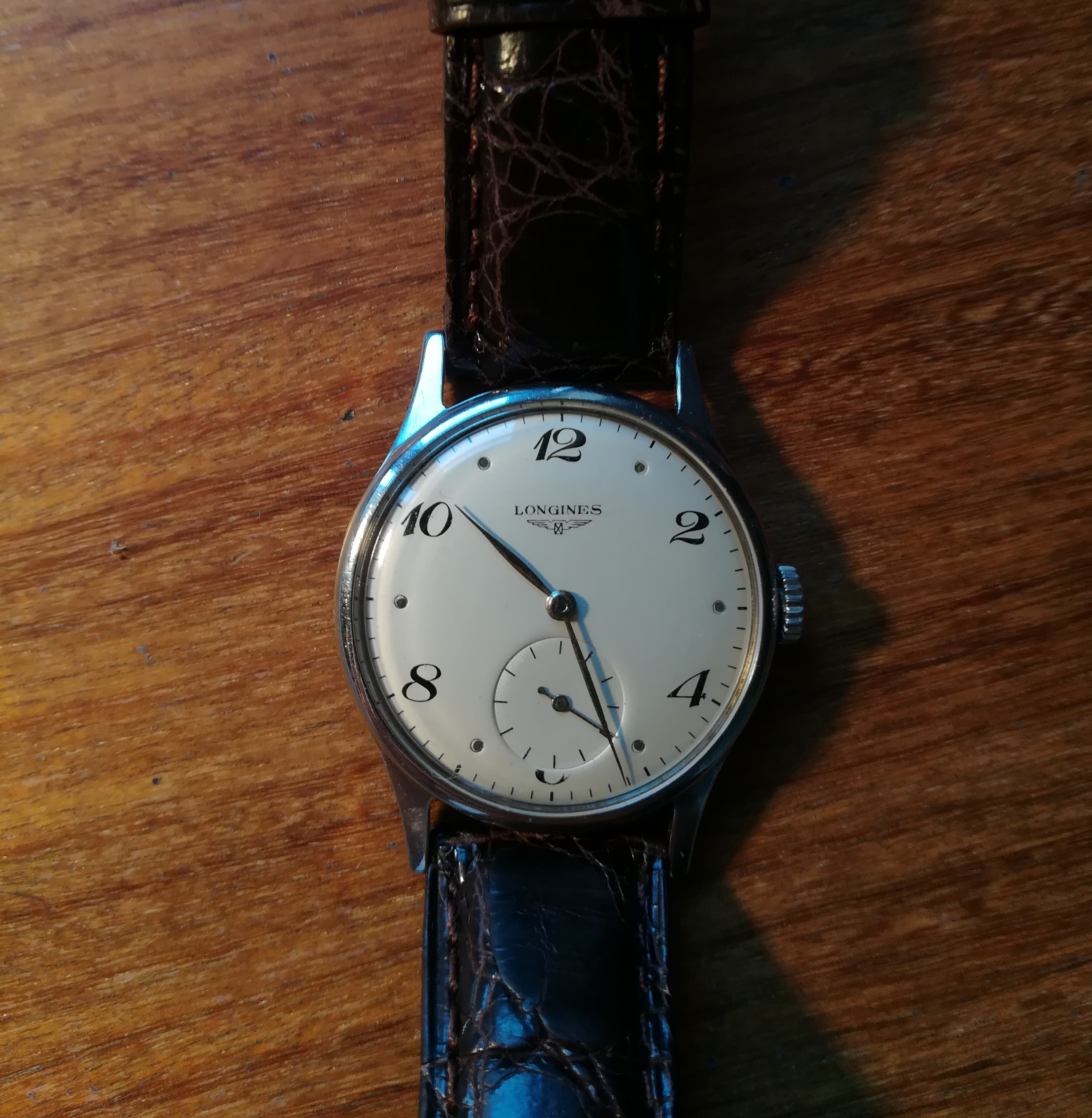
Longines a carica manuale con numeri Breguet sul quadrante, primi anni '50

A cavallo tra gli anni ’40 e ’50 viene montato sui solo tempo della Maison il 12.68Z, calibro di alto livello e di ottima fattura progettato sul finire degli anni Trenta che mostra decorazioni rigorosamente manuali come gli anglage e, su alcuni modelli, anche la decorazione a Côtes de Geneve. Oltre al 12.68Z viene realizzato anche il più grande 15.68Z, da 33 millimetri di diametro e nato per competere alle gare di cronometria di Neuchâtel. 

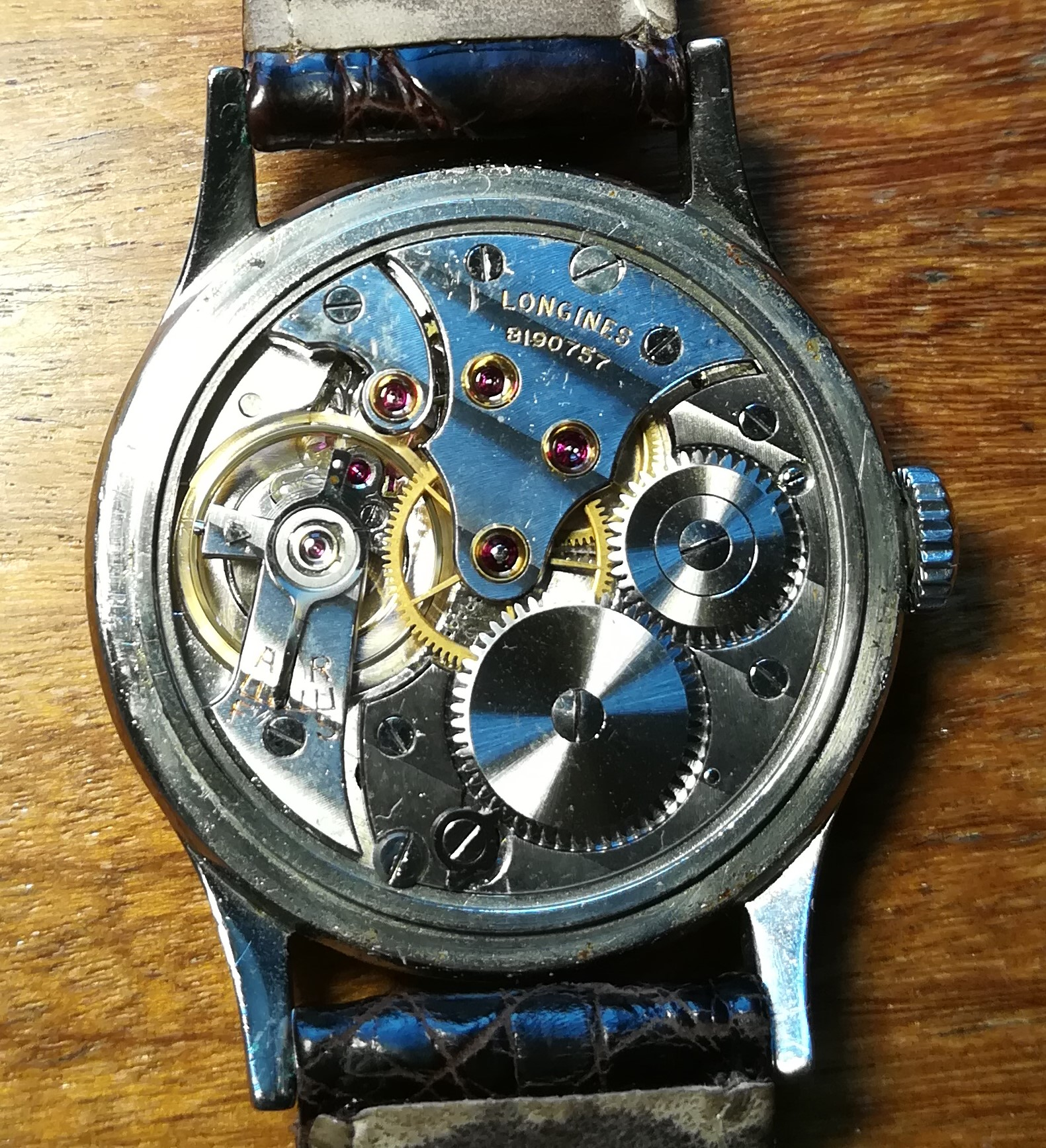
Calibro 12.68Z incassato in un orologio del 1952

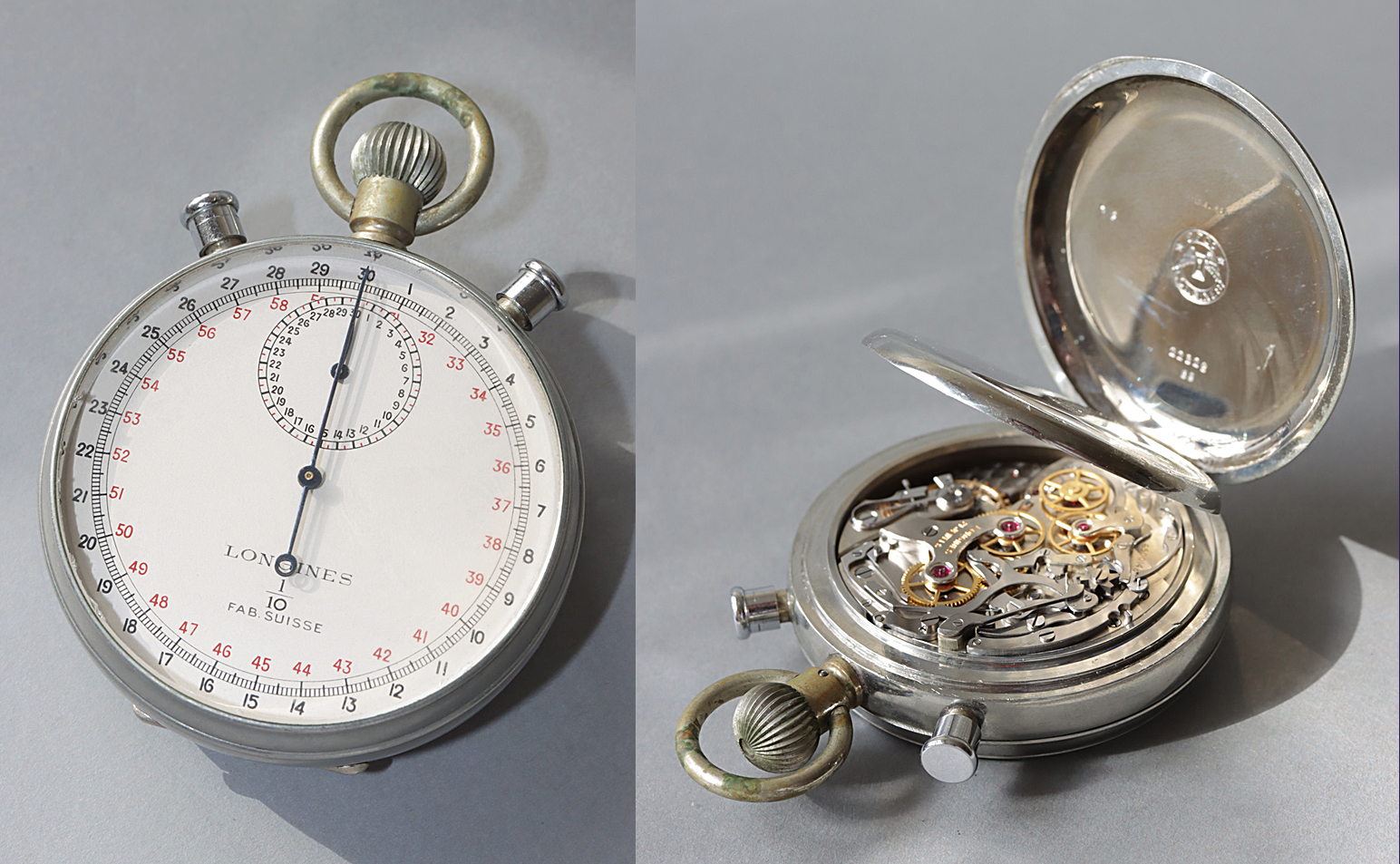
Longines cronografo stopwatch risalente agli anni Cinquanta circa

Dal 1955 il 12.68Z viene progressivamente sostituito dal 30L, prodotto fino al 1967 e più largo di 3 millimetri. Si tratta di un movimento qualitativamente inferiore, più economico, ma di uguale fortuna. L'elevata qualità dei meccanismi è percepibile anche negli orologi da polso femminili, alcuni dei quali montano il movimento a carica manuale 19.4, nato nel 1953 e montato per oltre dieci anni. 

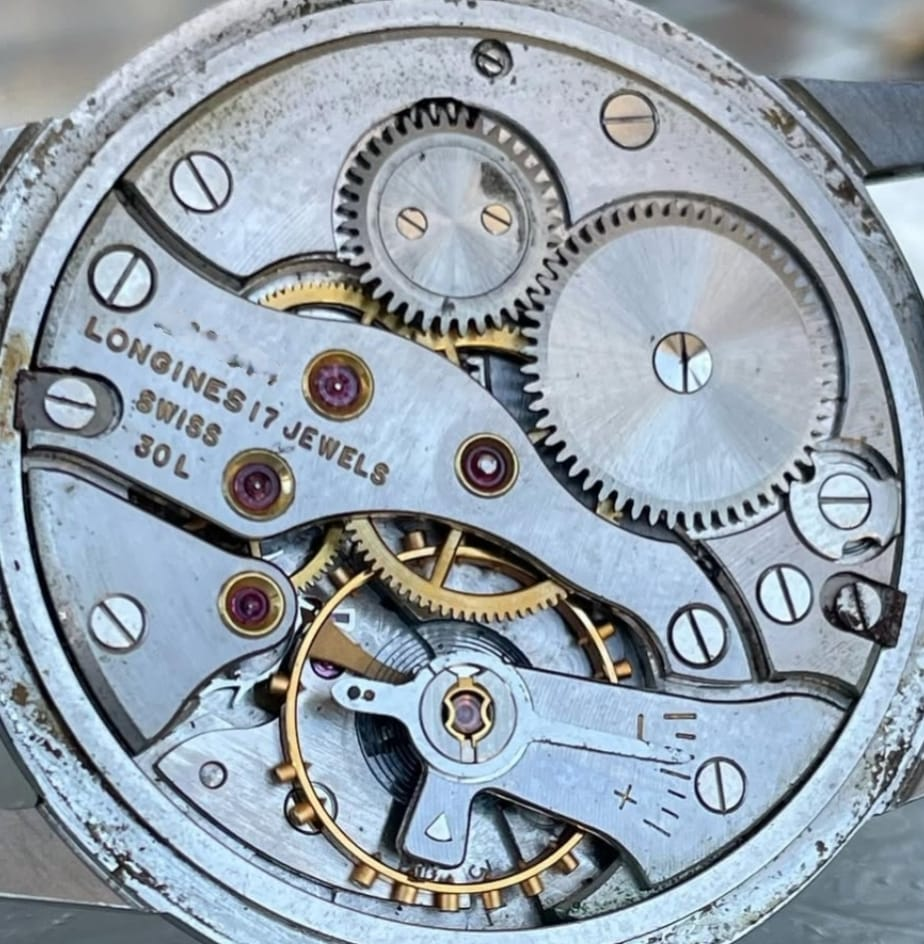
Calibro Longines 30L, anni Sessanta

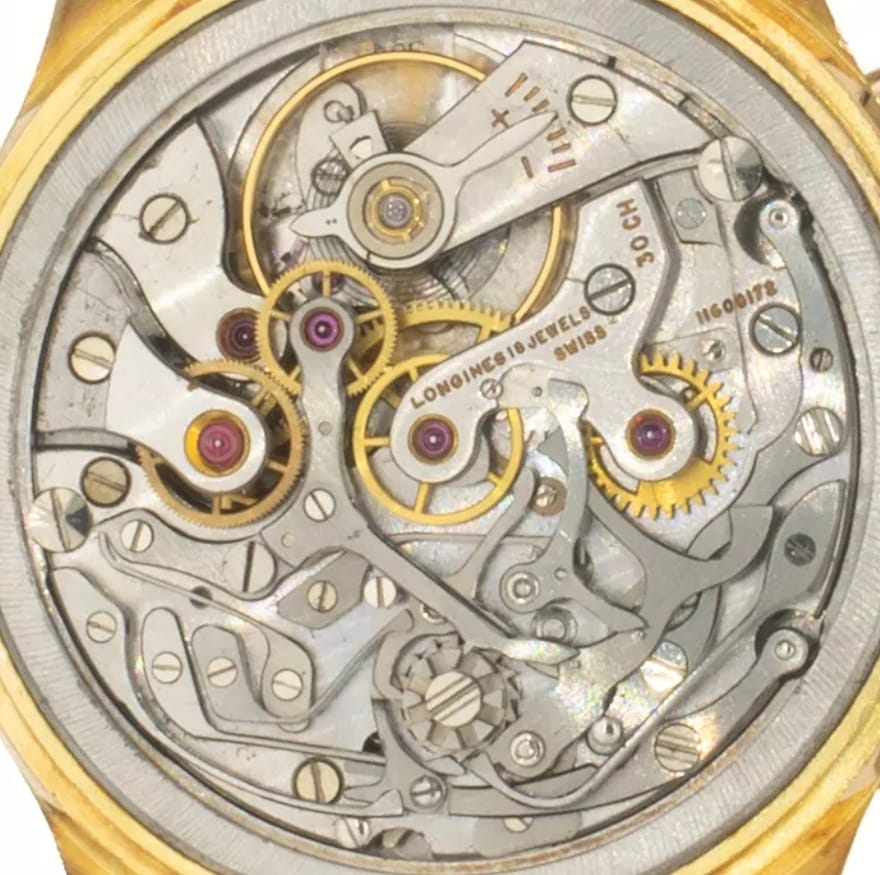
Calibro Longines 30CH, fine anni Quaranta

È invece del 1945 il calibro 22A, primo automatico della casa. Se da un lato, però, i movimenti manuali, realizzati anche di forma (cioè non rotondi), ebbero grande consenso, gli automatici di casa Longines furono meno fortunati, anche a causa di un colpevole ritardo dell’azienda, rispetto alla concorrenza, nella realizzazione di un movimento a carica automatica. Nel 1947 viene lanciato il 30CH, calibro cronografico che andrà a sostituire il 13ZN. Anch’esso è un ottimo movimento cronografico a carica manuale, seppur qualitativamente inferiore al predecessore. 
Risale al 1954 la collezione Conquest, la prima collezione della casa ad avere un nome (nonché la più diffusa e stravolta nell'estetica nel corso degli anni), seguita nel 1957 dalla Flagship, riconoscibile, oltre che dal nome sul quadrante, dalla nave ammiraglia incisa sul fondello, o addirittura smaltata. Tra il 1959 e il 1960 viene presentata anche la linea Admiral, recante 5 stelle sul quadrante a testimoniare l’eccellenza del segnatempo. Nel corso dei decenni questa collezione verrà utilizzata non solo per dress watch, ma anche per orologi più sportivi, e addirittura, negli anni ’80 e ’90, per alcuni diver. Tra la fine degli anni ’50 e l’inizio dei ’60 viene presentata la collezione Sport Chief, caratterizzata sempre da linee eleganti, ma che prevede l’adozione di casse waterproof e movimenti antimagnetici, per poter fornire un valido everyday watch, politica che già altre maison stanno adottando: un esempio è lo Zenith Sporto.
Nel 1959 viene realizzato uno dei primi segnatempo con movimento ad alta frequenza, il calibro 360 a carica manuale, vincitore di diversi premi al concorso di precisione dell'Osservatorio di Neuchâtel.

### Gli anni Sessanta

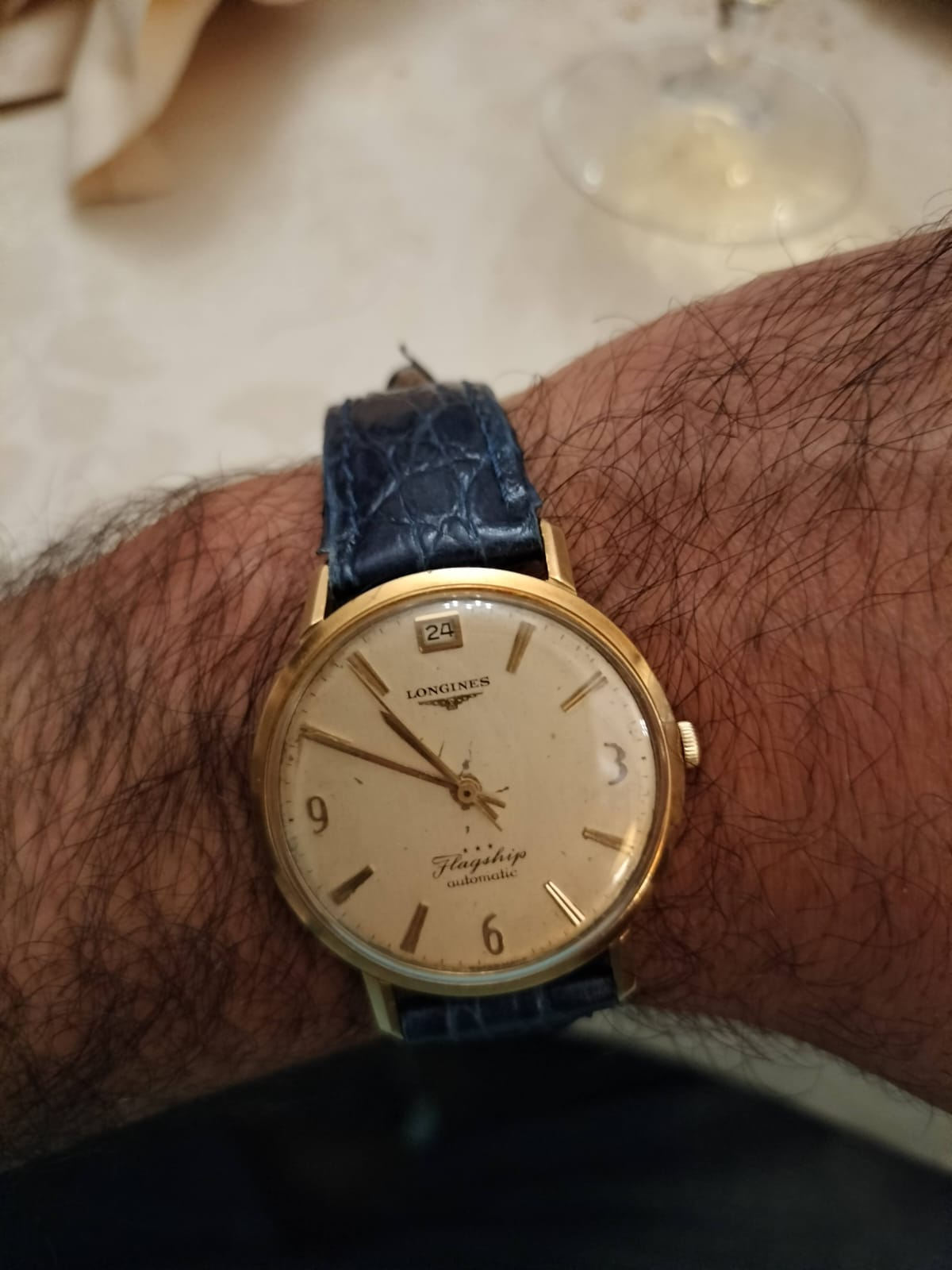
Longines Flagship ref. 3407 dotata di movimento automatico Longines 341 e finestra data a ore 12. Anni Sessanta

Nel 1960 nasce il movimento automatico 290, seguito, gli anni successivi, dal 340 e affini. Nel 1961 viene acquisita la maggioranza di Record, produttrice sia di orologi, sia di alcuni movimenti, che a seguito dell’acquisizione vengono rinominati da Longines, ma viene venduta dopo pochi anni. Ci sono anche diversi movimenti Record utilizzati dalla stessa Longines e quindi rimarchiati: è il caso degli automatici Record 1955 (ribattezzato Longines 501), Record 1958 (chiamato Longines 503) e il manuale Record 651 (rinominato Longines 701), tutti meccanismi incassati fino a metà anni Settanta, qualitativamente meno validi rispetto ai movimenti coevi dell'azienda oltre che dalle linee più squadrate e geometriche. Il movimento 30L, ancor prima della sua dismissione, viene affiancato dal movimento a carica manuale 280 (con i suoi derivati), di dimensioni più contenute, leggermente più sottile e con alternanze orarie portate a 19800 dalle precedenti 18000. 

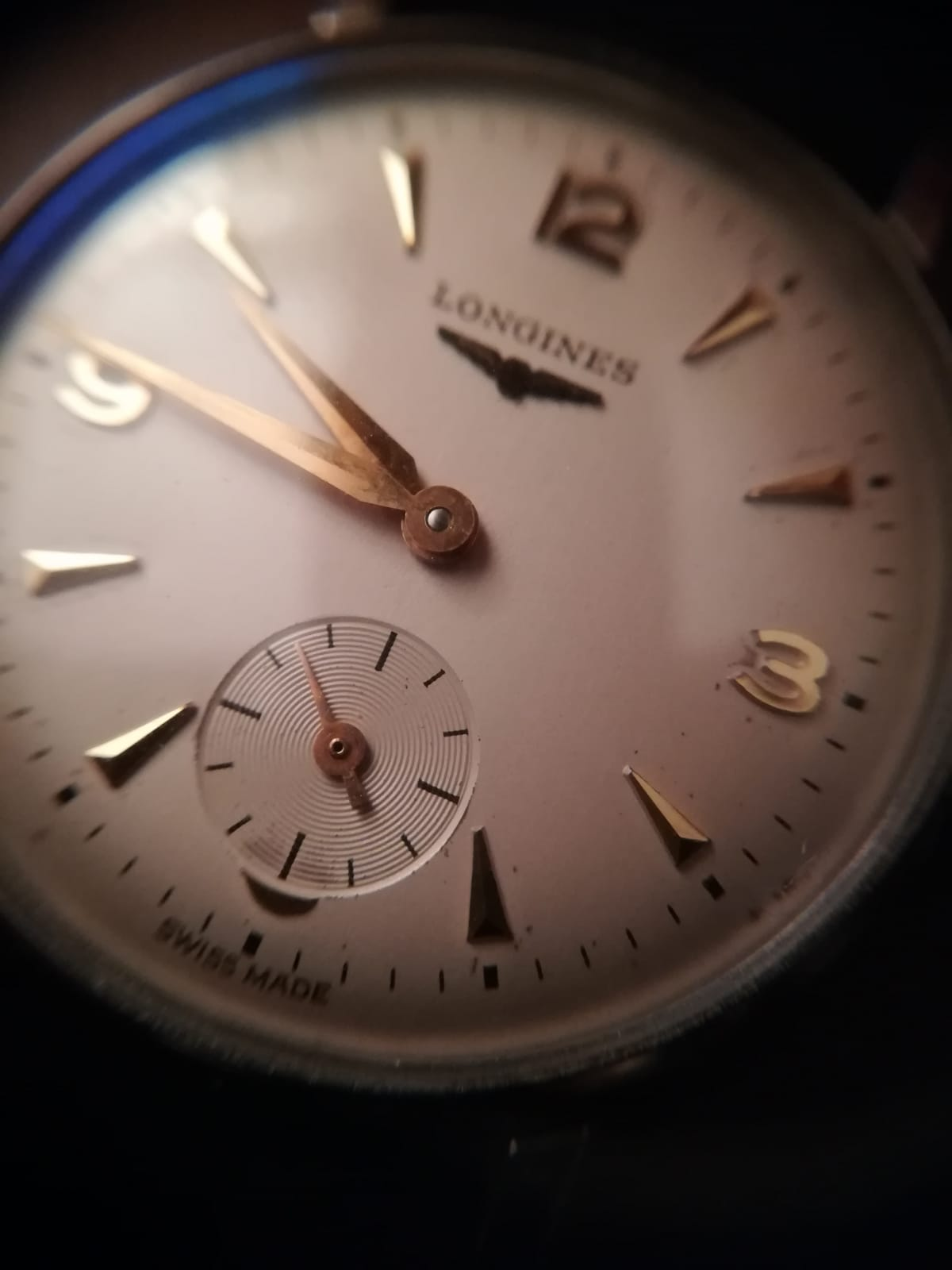
Longines dress watch per donna, anni '60

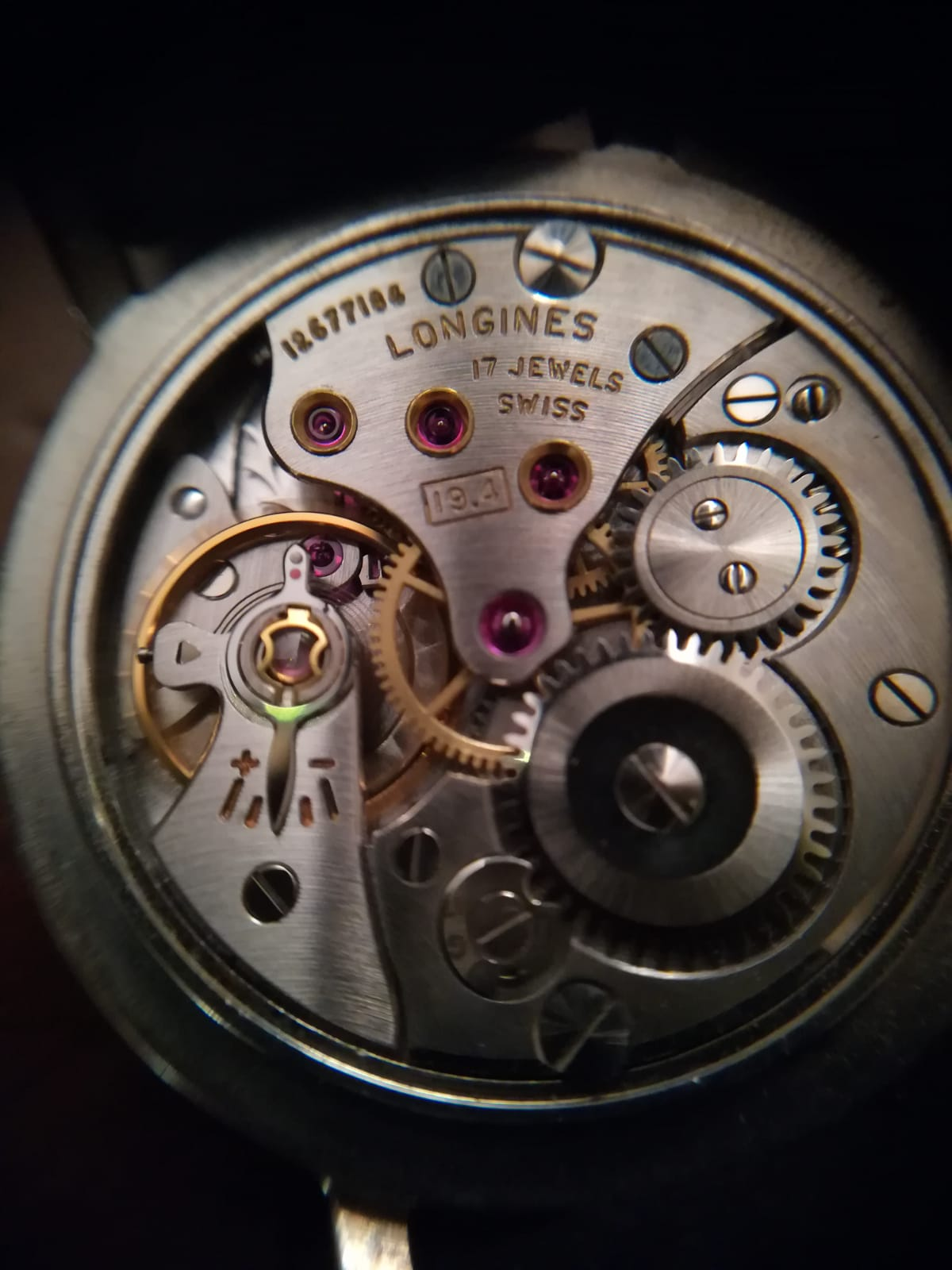
Longines 19.4 a carica manuale, anni '60

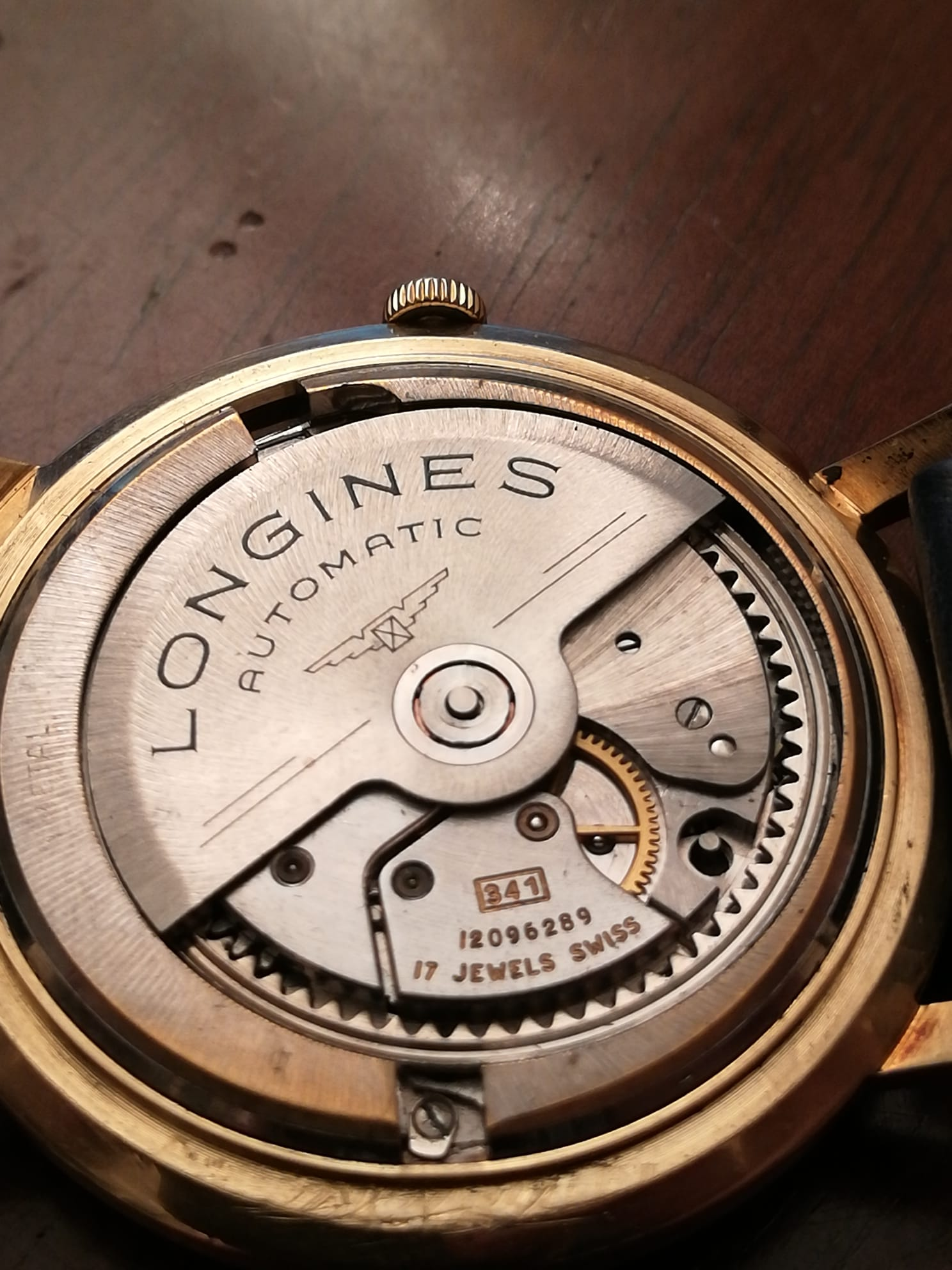
Longines 341 a carica automatica, circa metà anni '60

Longines inizia ad entrare in crisi a metà degli anni ’60: la qualità orologiera cala sensibilmente rispetto al decennio precedente, e nonostante si mantengano buoni volumi di vendite si cerca di economizzare sia nei quadranti, sia nelle decorazioni dei movimenti, pur non riducendo il prezzo dei segnatempo. Uscito di produzione il crono 30CH, verranno abbandonati i calibri cronografici di manifattura per adottare movimenti Valjoux. Allo stesso modo sul finire degli anni Sessanta, i popolari Flagship si spogliano del 30L, mandato in pensione, per essere dotati di meccanismi di terze parti e personalizzati dalla casa, sebbene qualche movimento venisse ancora prodotto in-house (è il caso, ad esempio, del movimento 410, realizzato a partire dal 1972).
Nel 1967 Longines festeggia i 15 milioni di pezzi venduti. Lo stesso anno viene lanciato il calibro 430, chiamato Ultra-Chron: si tratta di un calibro automatico con un beat rate di 36.000 alternanze orarie, che garantiva una buona riserva di carica. Il precedente tentativo di realizzare un movimento ad alta frequenza, portato avanti da Girard Perregaux, Eberhard, Favre-Leuba ed altri naufragò a causa di una scarsa riserva di carica. L’Ultra-Chron ottiene invece notevole successo, e l’esperienza di Longines viene replicata anche da ETA, che a inizio anni ’70 realizza il 2826. Il movimento 430, nel 1972, viene sostituito dal 6641, con minori oscillazioni e qualitativamente inferiore, al fine di far economia sui calibri e per ovviare all’importante lubrificazione che un movimento ad alta frequenza richiede. Il grande successo dell'Ultra Chron ha spinto Longines, nel 2022, a realizzare un orologio celebrativo, seppur con un movimento differente e meno pregiato, realizzato da ETA e personalizzato da Longines. Sempre sul finire degli anni Sessanta del Novecento la casa propone un segnatempo molto particolare: si tratta del Nonius, un cronografo da polso che presentava, sulla sfera dei secondi cronografici, una scala a nonio per rendere più precisa la misurazione cronometrica. Questa aggiunta, che era piuttosto delicata in quanto la sfera era pesante e agli azzeramenti rischiava di staccarsi, si rivela comunque vincente durante le Olimpiadi di Città del Messico del 1968 quando Longines, in coabitazione con Omega, propone con i suoi cronografi la lettura del decimo di secondo. Nello stesso periodo vengono adottati anche movimenti a diapason realizzati da ESA e forniti ad innumerevoli aziende del settore: i modelli Longines così animati prendono il nome di Ultronic.
Sempre sul finire degli anni Sessanta Longines si lancia nella realizzazione degli orologi al quarzo: in quanto membro del consorzio CEH realizza il Quartz-Chron, alimentato dal calibro BETA21, che tuttavia abbandona presto per l’elevato costo e il rapido tasso di obsolescenza al fine di proporre l’Ultra-Quartz di manifattura, movimento al quarzo complesso privo di circuito integrato e quindi piuttosto ingombrante, migliore del BETA21, ma comunque ingegnoso e costoso da realizzare, che non riesce a tenere testa a Seiko che nello stesso anno (1969) lancia l’Astron, il primo orologio al quarzo della storia. In questo periodo è anche possibile trovare alcuni orologi Longines e Rotary pressoché identici, questi ultimi animati da movimenti Valjoux personalizzati Longines: secondo alcuni, Rotary sarebbe stata di proprietà della casa della clessidra alata, tuttavia le fonti in merito scarseggiano, e né sul sito di Rotary né su quello di Longines l’argomento viene trattato. A cavallo tra gli anni Sessanta e Settanta, il design degli orologi diventa più particolare e all’avanguardia e anche Longines, per quanto sia stata sempre una Maison più conservatrice e tradizionalista, si adegua alle tendenze di mercato con segnatempo quali il Comet, con una bizzarra cassa a cioccolatino con gli angoli smussati e l’indicazione di ore e minuti affidata a due dischi concentrici o l’Admiral cosiddetto Disco Volante.

### Gli anni Settanta

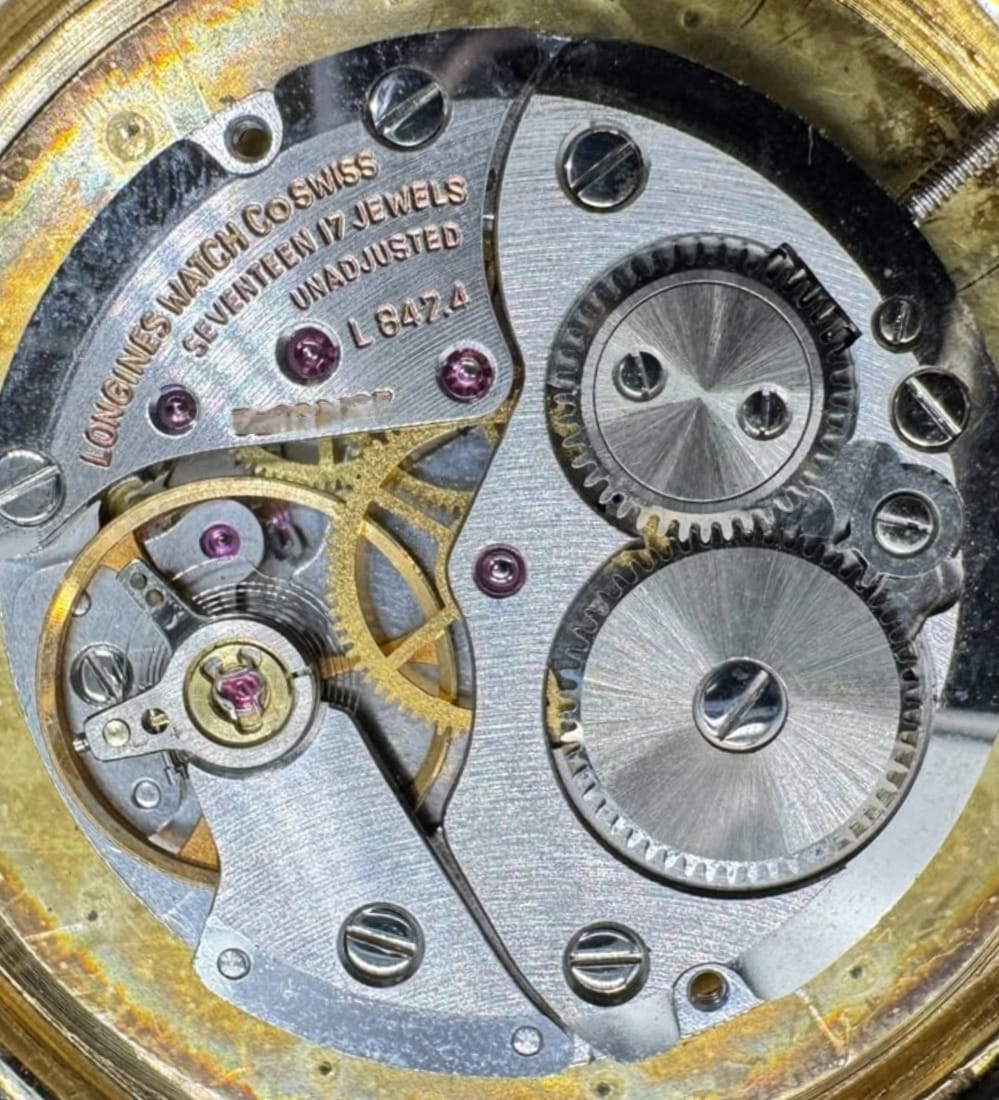
Longines L647.4 di metà anni Settanta

Nel 1971 Longines viene comprata da ASUAG (holding della quale faceva parte anche Ebauches SA (ESA), Certina, Eterna, ARSA e molte altre aziende), la quale diventa anche la fornitrice di calibri al quarzo per la Maison, anche se nel 1978 Longines produsse propri calibri al quarzo, come i ben rifiniti ed ultrasottili 970. La richiesta di movimenti a batteria era talmente elevata che nel 1980 vengono venduti più movimenti al quarzo che meccanici, e nel 1984, anno di lancio del V.H.P., il rapporto era di 9 movimenti a batteria prodotti su 10 calibri realizzati. La moda del quarzo si traduce anche nella produzione, a metà anni Settanta, del G2, un quarzo con doppio schermo LCD, utile alla lettura diurna e nottura dell’ora, e di altri, alcuni dei quali alimentati del movimento in house 782.1. Dall'inizio del decennio Longines inizia a montare il celebre movimento ETA 2824, ribattezzato dalla Maison 633.1, e altri calibri ETA come il 2670 e 2671 (ribattezzati Longines 561.1 e 563.1), ma la casa continua comunque a realizzare anche meccanismi in casa, come il 410 e il 5601. Oltre ai calibri ETA (e ai sopracitati di derivazione Record), Longines adotta anche il movimento 490, di fabbricazione Marvin. Nel 1972 Longines è cronometrista ai Giochi olimpici di Monaco, ed in onore di questo evento presenta alcuni orologi dedicati: un Admiral HF solotempo e un cronografo monopulsante. 

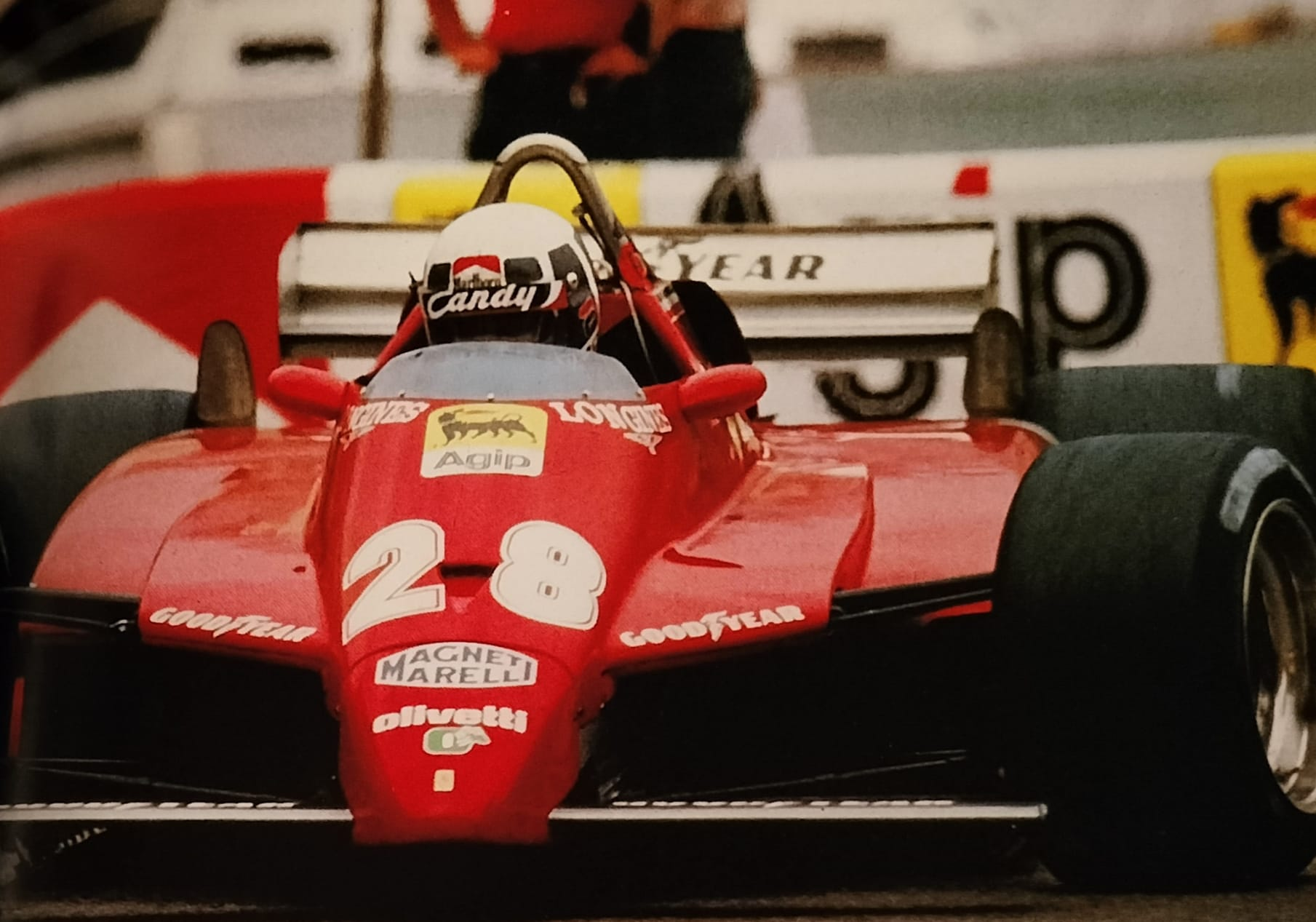
Ferrari 126 C2 di Didier Pironi del 1982 in cui si può vedere chiaramente la sponsorizzazione Longines

Nel 1977 Longines realizza il calibro 990, l’ultimo suo movimento meccanico di manifattura che, al momento dell’uscita, risulterà il più sottile calibro automatico con data e secondi centrali al mondo. Verrà usato anche come base per alcuni movimenti manuali della Maison. Nel corso degli anni Longines è diventata celebre soprattutto in ambito sportivo avendo fornito segnatempo agli organizzatori di alcuni tra i maggiori eventi sportivi del mondo e sponsorizzando in prima persona molte attività nel campo dell'aeronautica, baseball, pallacanestro, sport equestri, ginnastica, automobilismo, sci, tennis, formula 1 e ciclismo: proprio nella seconda metà del decennio, ad esempio, diventa sponsor di F1: prima di Renault, poi di Ferrari.
Sul finire degli anni Settanta viene presentato uno degli orologi al quarzo più sottili della storia: si tratta del cosiddetto "Foglia d'oro", animato da un meccanismo ESA/ETA realizzato dall'orologiaio Maurice Grimm e proposto anche per IWC, Eterna e Concorde.

### Gli anni Ottanta

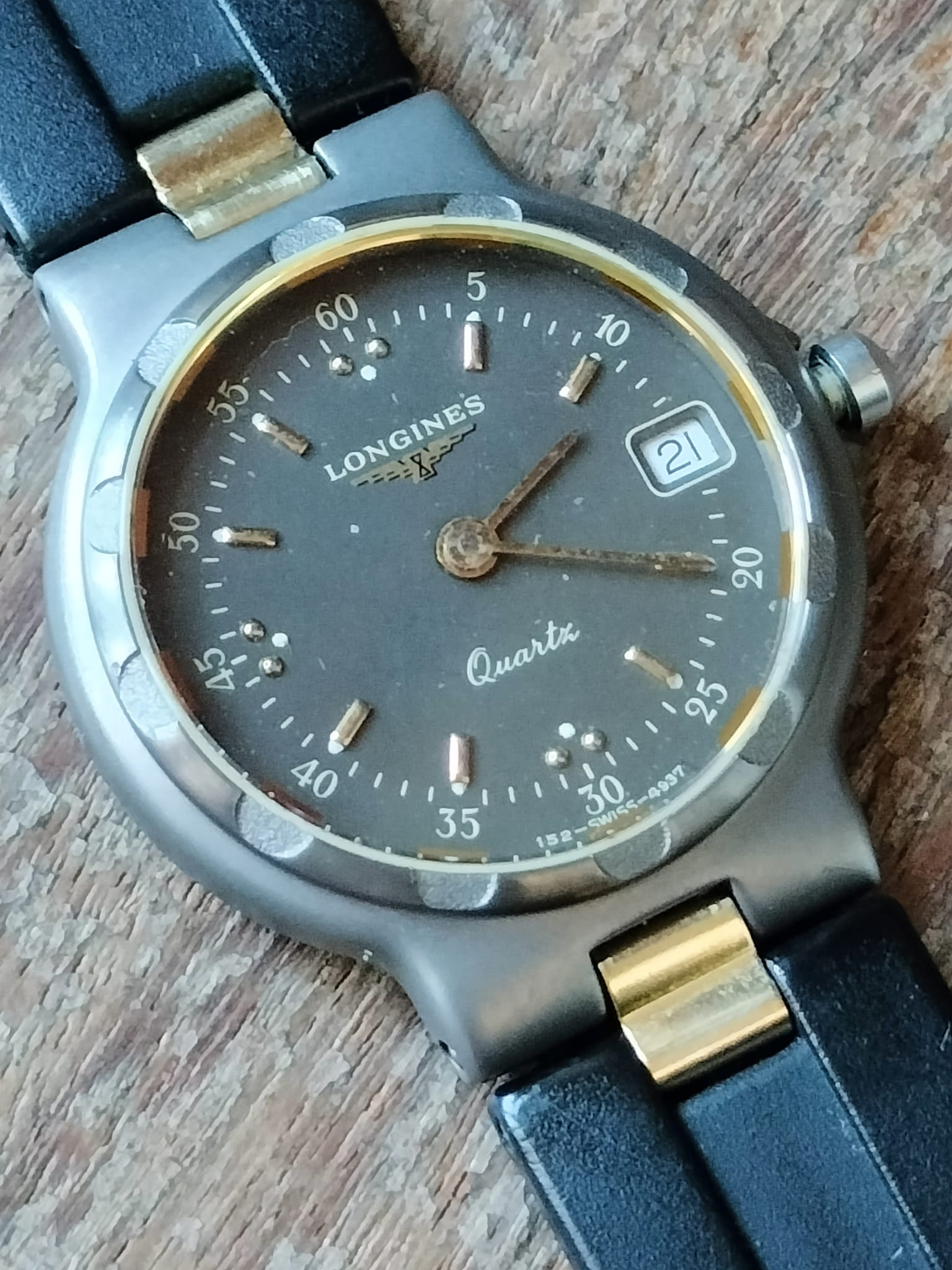
Longines Conquest da donna ref. 4937, risalente alla metà degli anni '80

Nel 1982 viene lanciata la collezione classica Agassiz, prodotta ancora oggi, simbolo del design della Maison negli anni ’80 e ’90. Nel 1983 ASUAG si fonde con SSIH (gruppo Omega/Tissot) e assume il nome di SMH, e dal 1998 quello di Swatch Group. Con l’avvento dello Swatch Group, Longines viene posizionata commercialmente al di sotto di Omega e un gradino sopra di marchi svizzeri primo prezzo quali Tissot, Mido, Hamilton. Come detto, nel 1984 viene presentato il V.H.P., ben presto declinato in numerose varianti di complicazioni (solotempo, day/date, cronografo ana-digi) e di materiali (oro, acciaio/oro, titanio/oro), per uomo e per donna. Questo modello viene associato alla collezione Conquest, che in questo periodo assume caratteristiche estetiche tipiche, fortemente distinguibili, come la lunetta con incavi dalla funzione decorativa e dall'accostamento di materiali diversi e anche l'uso del cinturino in gomma come alternativa al bracciale bicolore. Queste connotazioni estetiche sono presenti anche nei modelli coevi Conquest non V.H.P.

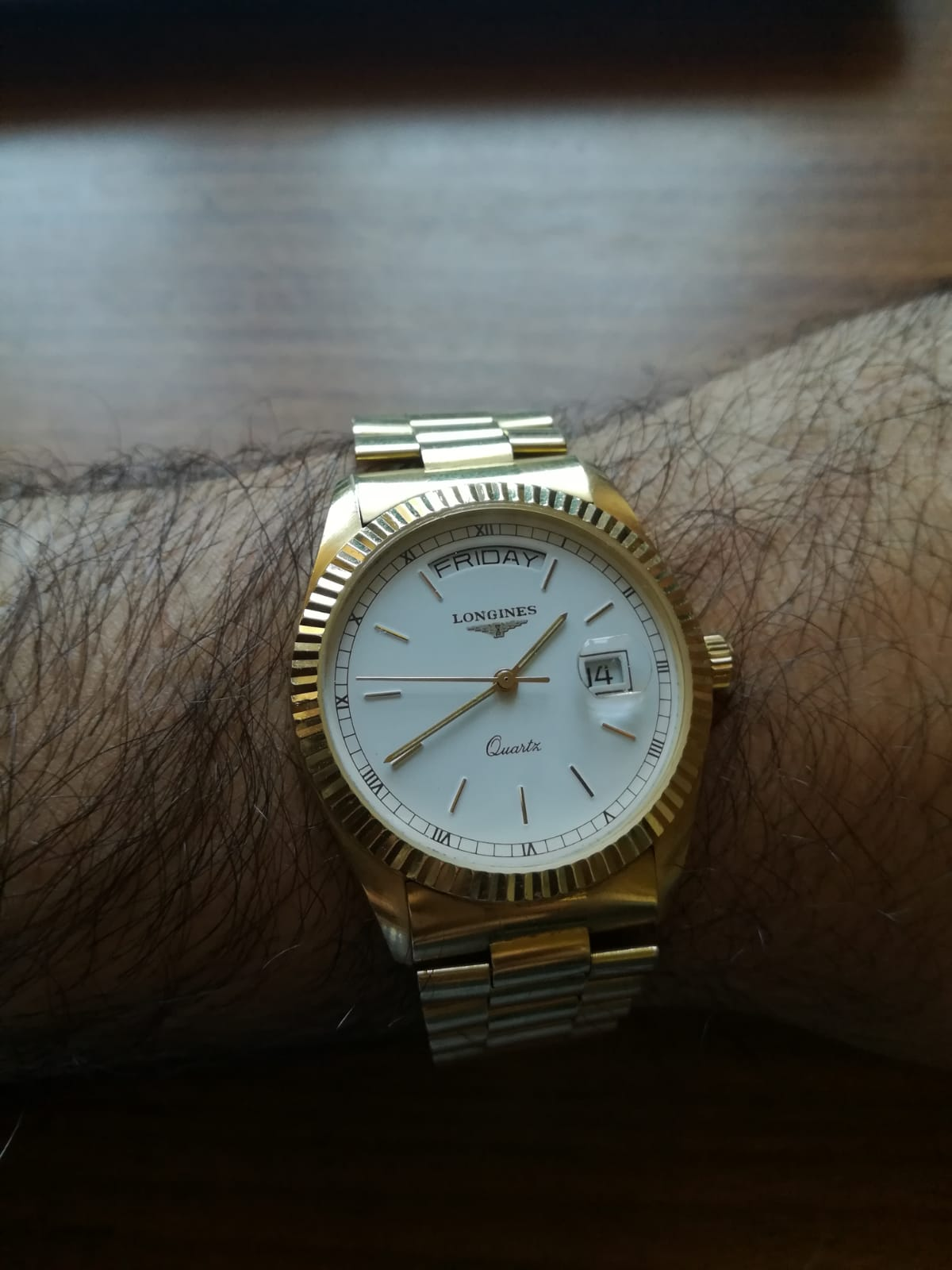
Longines "Day Date" al quarzo in oro, metà anni '80

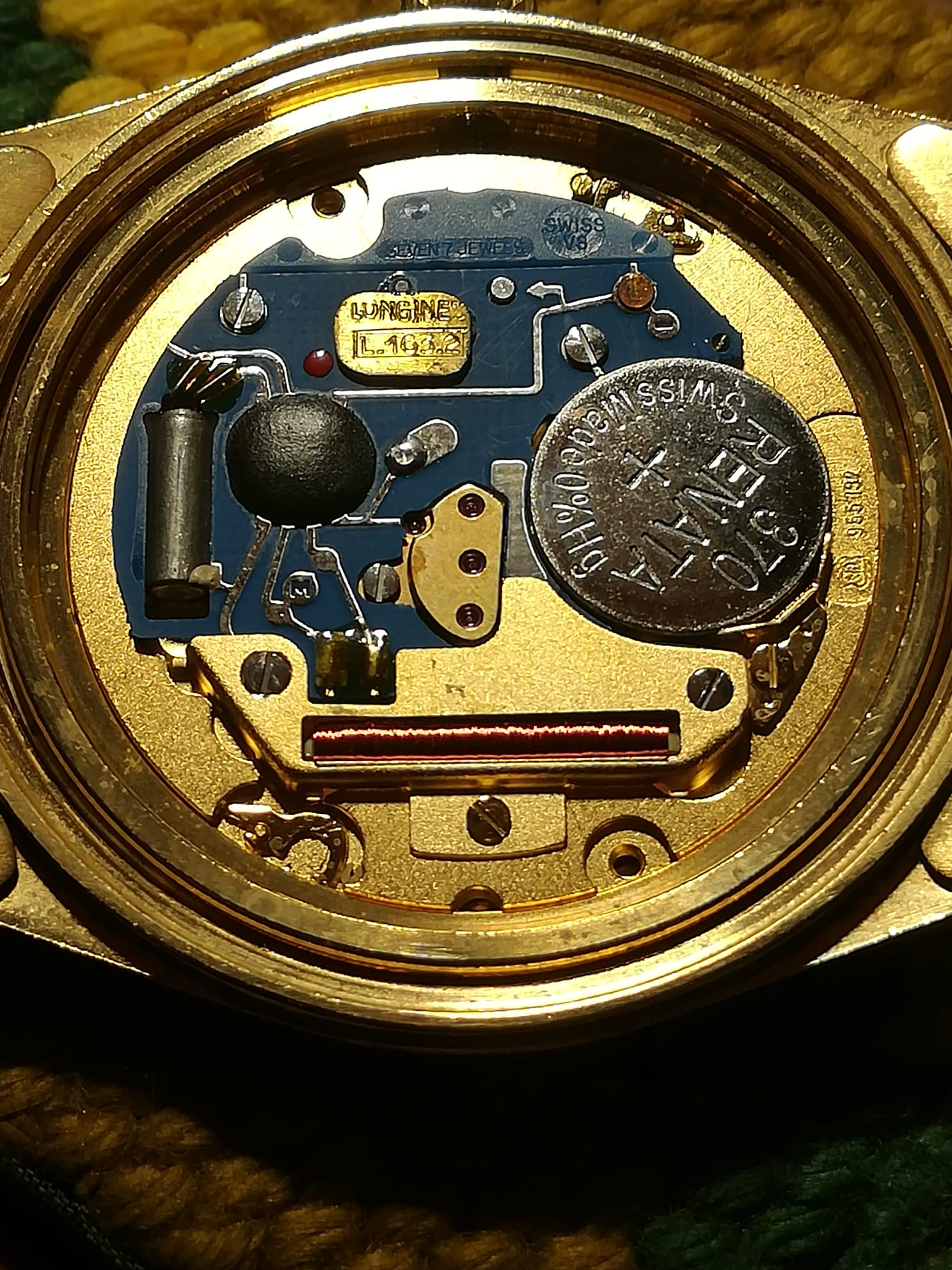
Longines 163.2 al quarzo derivato da ETA 955.132, metà anni Ottanta

Sempre negli anni ’80 la Maison riduce ulteriormente il proprio appeal economizzando ulteriormente sui propri segnatempo che vengono animati da calibri ETA al quarzo, ritrovabili anche in orologi appartenenti a marchi decisamente meno blasonati rispetto a quello della clessidra alata. È uno scotto da pagare a causa del successo dei segnatempo a batteria e che non colpisce solamente Longines, ma quasi tutti i marchi legati all’orologeria meccanica. Allo stesso modo l'azienda, come d'altronde molte altre nel periodo, non rinuncia a realizzare segnatempo dall'estetica molto simile a modelli più di successo, richiamando ad esempio l'estetica di alcuni Rolex. Resta da segnalare un movimento interessante al quarzo realizzato dalla Maison in questo decennio: si tratta del calibro L 950.2, spesso impreziosito da gradevoli decorazioni a côtes de Genève. Un orologio simbolo che adottava questo meccanismo era la referenza 4898, un segnatempo con cassa e bracciale in acciaio e lunetta ottagonale placcata in oro con viti a vista, dal design assai gradevole che strizzava l'occhio al Santos di Cartier e all'Audemars Piguet Royal Oak.
Piuttosto interessante è anche il cosiddetto "Planetarium", un orologio al quarzo con cassa in oro con, a ore 12, la complicazione del datario disposta all'interno di un sottoquadrante apposito, al centro le fasi lunari, e a ore 6 l'indicazione dei segni zodiacali.

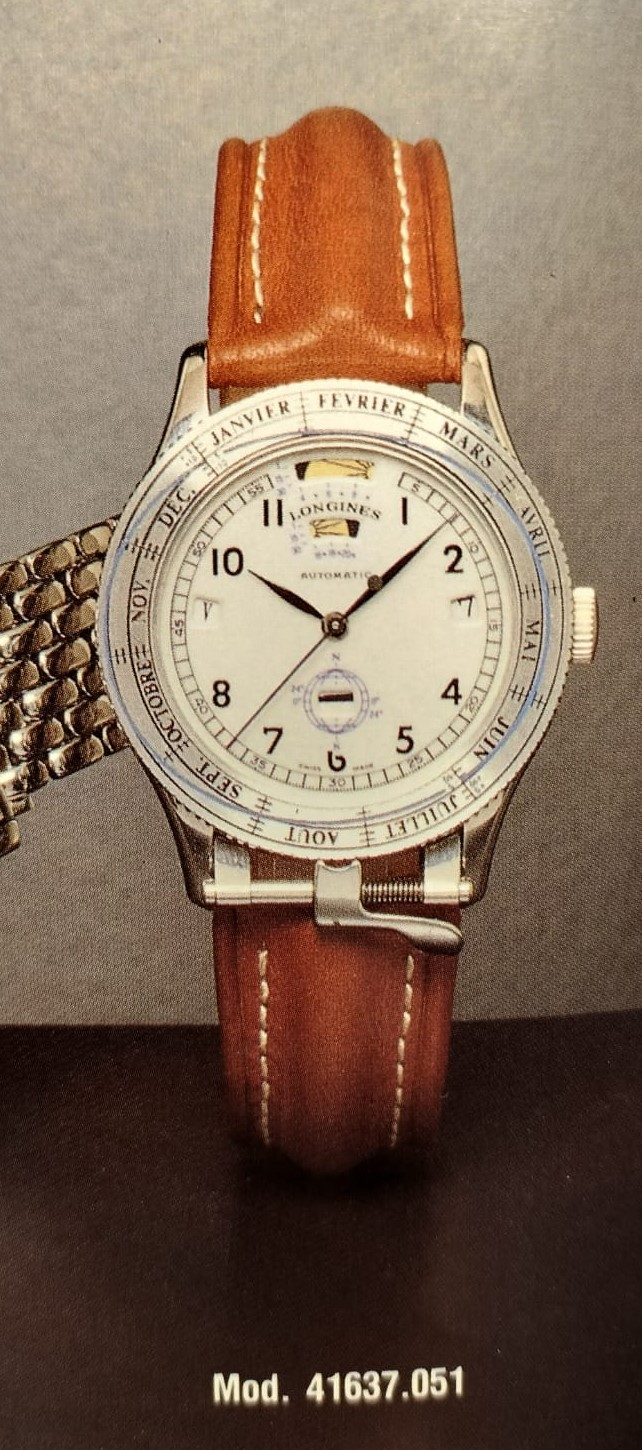
Longines Éphémèrides Solaires ref. 5235, in acciaio, realizzato in 1000 esemplari. Foto scattata da catalogo di fine anni Ottanta

Sul finire del decennio, viene realizzato l'Éphémèrides Solaires, un segnatempo meccanico automatico piuttosto raro con la funzione di indicare la posizione del sole e le ore di alba e tramonto. L'estetica riprende un famoso segnatempo che la casa realizzò circa negli anni Trenta del 1900.

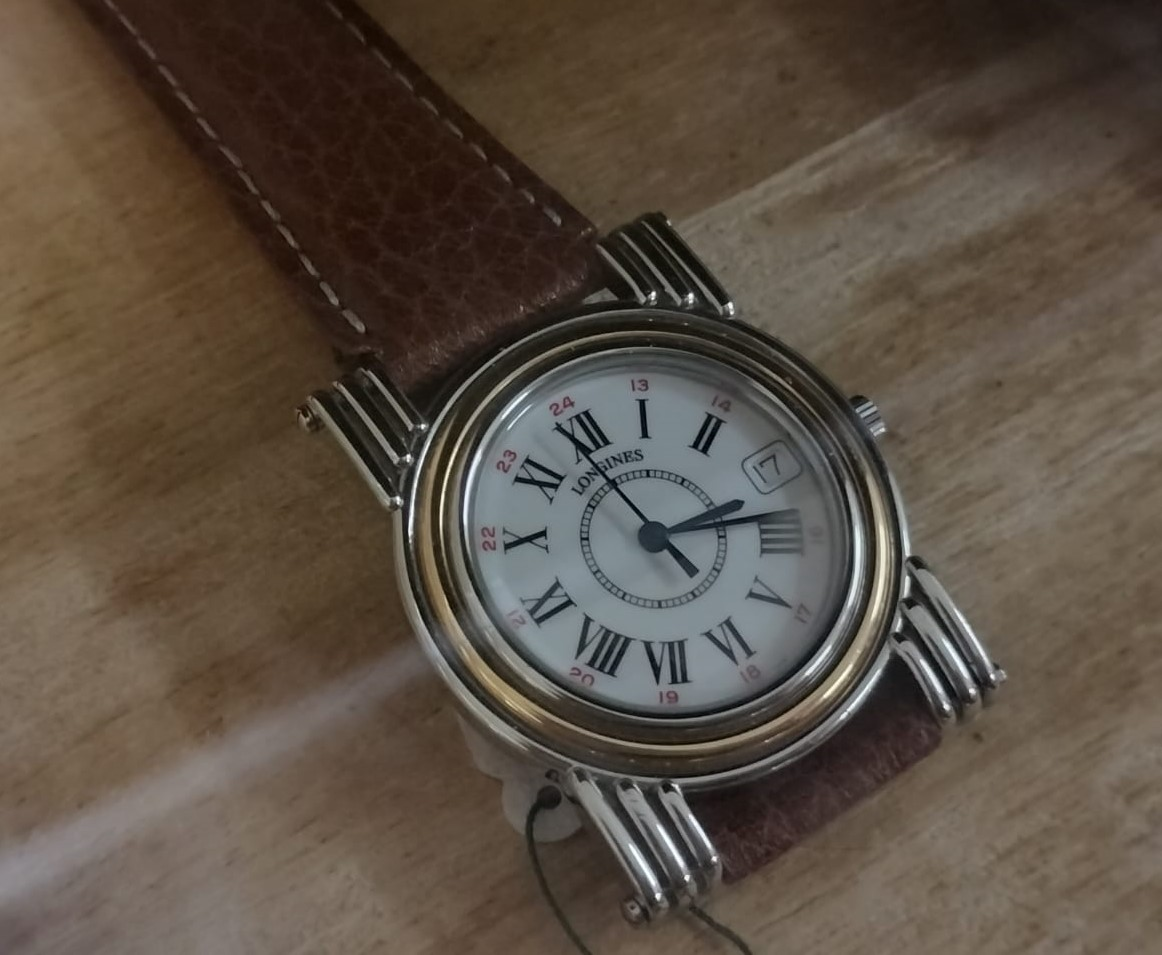
Longines Fashion anni '80 con movimento al quarzo

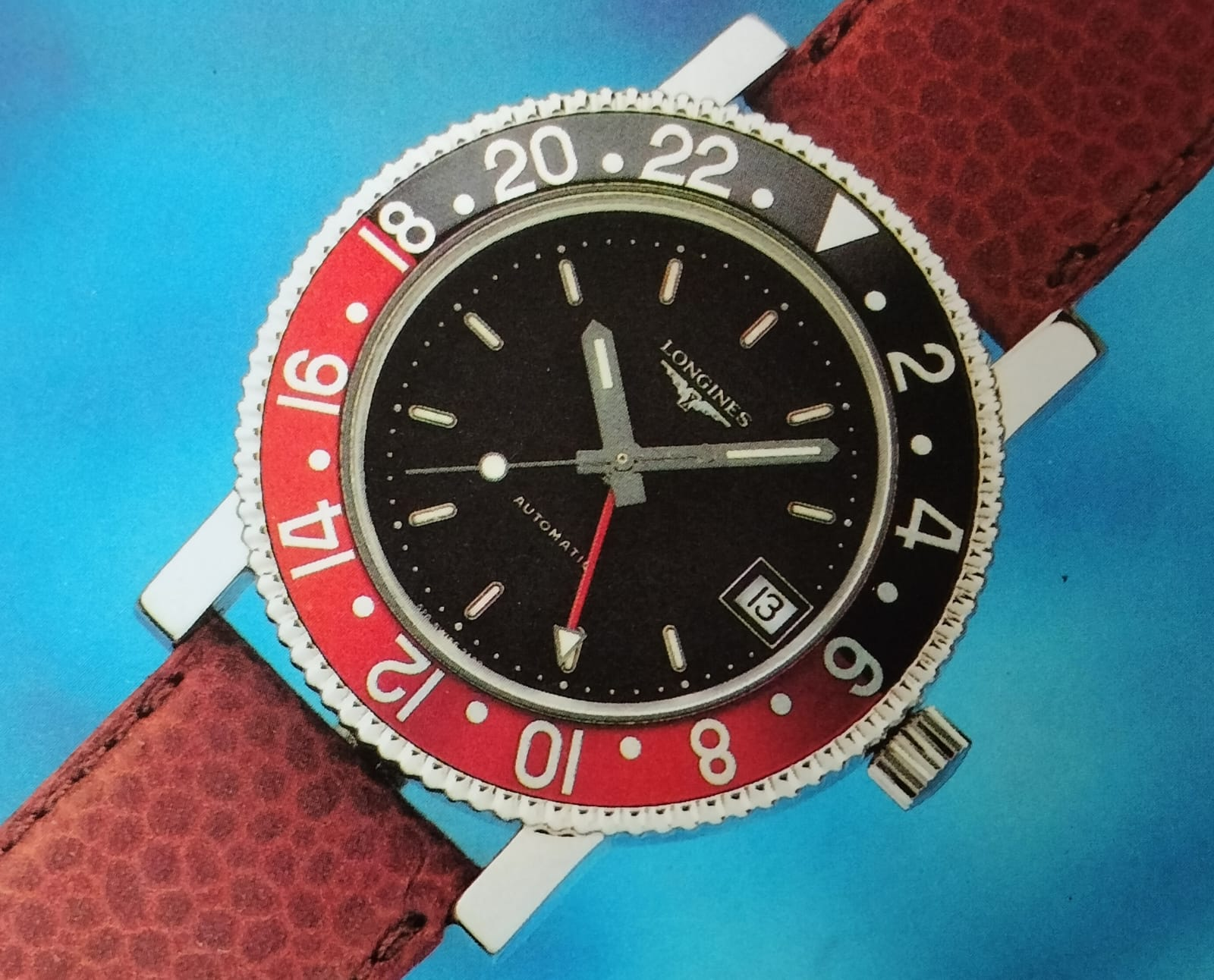
Longines Capricorne GMT, fine anni '80

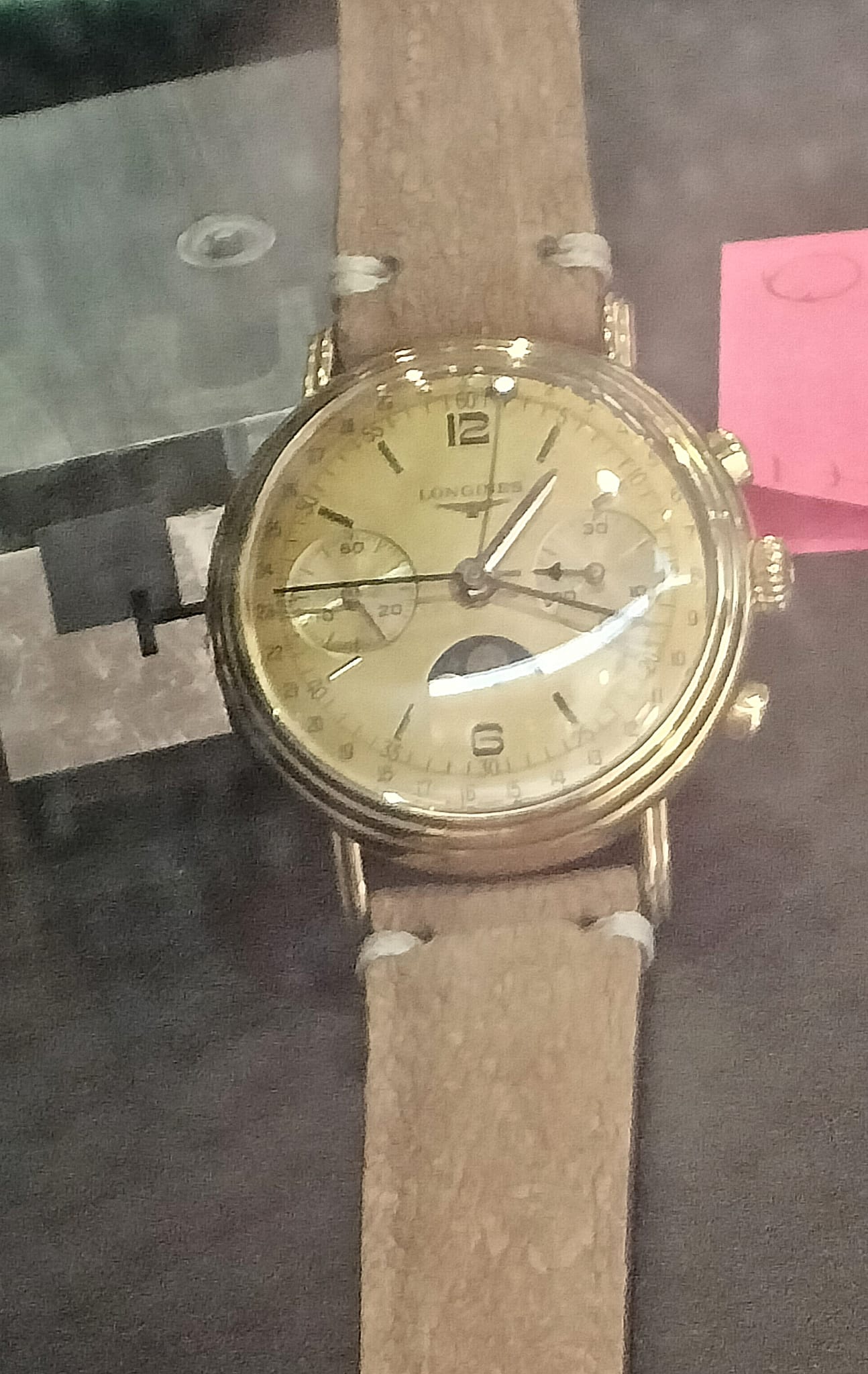
Longines cronografo triple date in oro giallo ref. 6574, metà anni Ottanta

In questi ultimi anni del decennio la Maison ha quattro collezioni a catalogo, con diverse sotto-collezioni: "Sport" (caratterizzata dai Conquest e V.H.P.), "Formal" (numerosi orologi perlopiù al quarzo e placcati, in cui rientrano i modelli Charleston, Capricorne, Grande Classique..., perlopiù solo tempo, ma anche qualche cronografo), "Leader" (collezione molto variegata, che alterna i modelli Lindbergh da aviatore con angolo orario, i diver Admiral, gli eleganti Agassiz, il complicato Éphémèrides Solaires, i retrò Conquest, alcuni hommage ai Rolex Datejust e Day-Date e persino alcuni segnatempo da tasca), ed infine la collezione "Upclass" (anch'essa contraddistinta da dress watch eleganti e formali, ma anche da modelli da donna ispirati ai Cartier, rientranti nelle linee Prestige e Bijoux).

### Anni Novanta

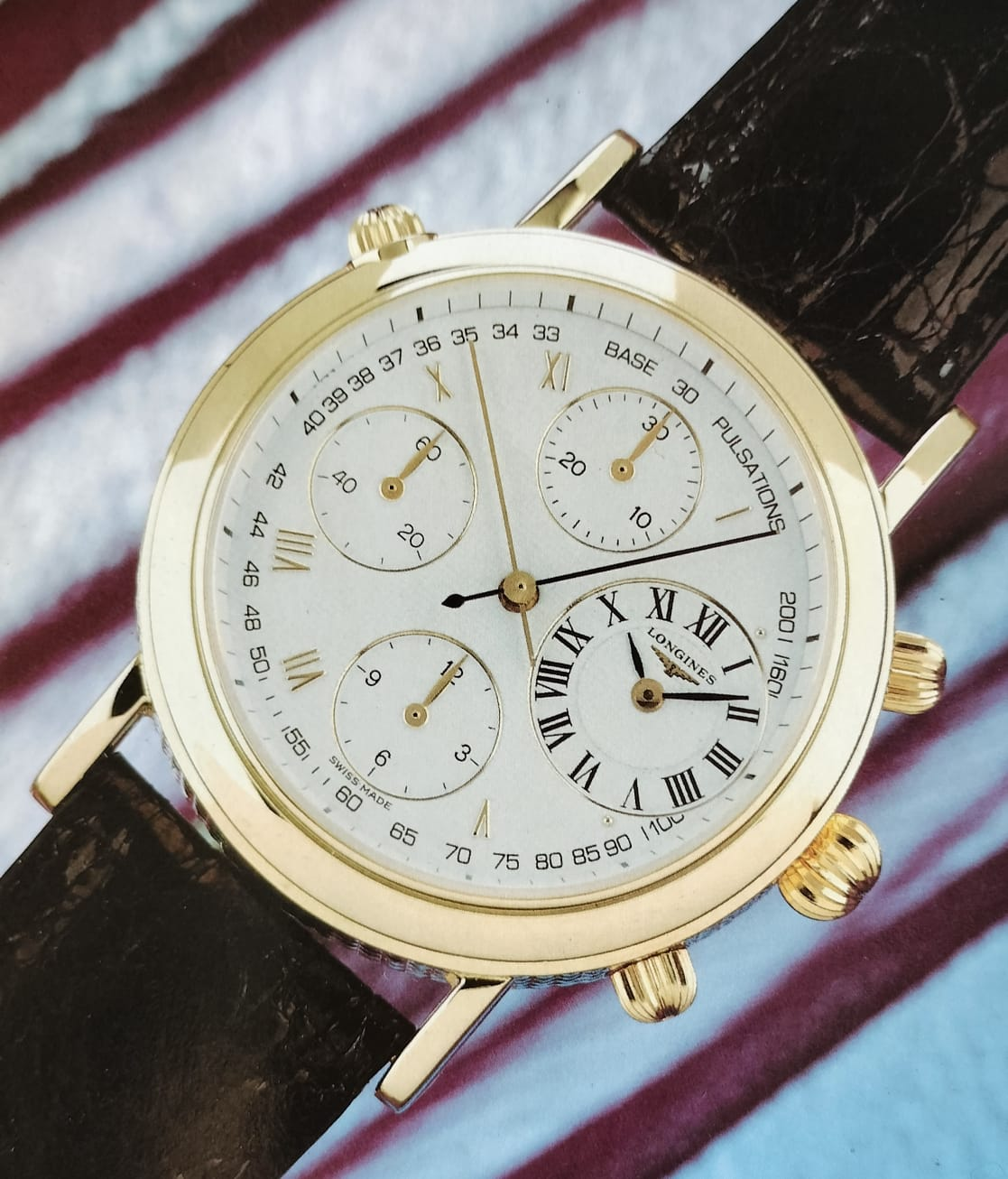
Il modello di punta della collezione Francillon è questo cronografo rattrapante automatico ref. L4.654.6 con cassa in oro con lavorazione a clous de Paris e con quadrante delle ore decentrato, risalente al 1992.

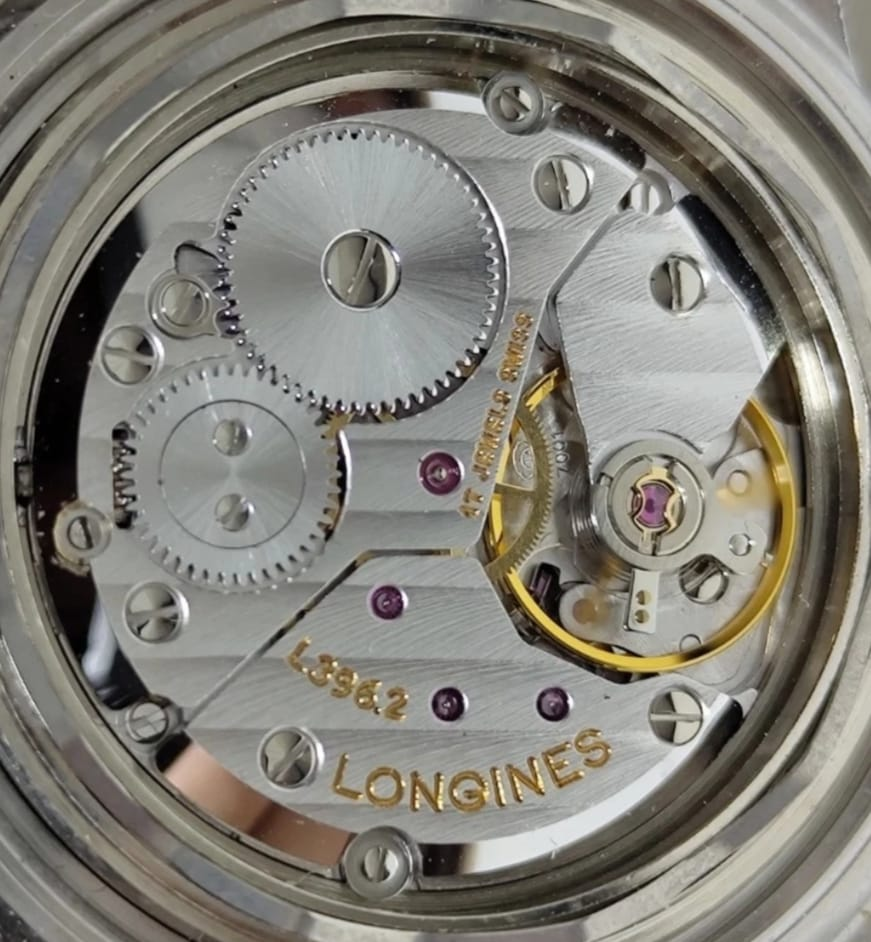
Movimento ETA/Peseux 7001, ribattezzato Longines L396.2, primi anni Novanta

Nel 1992 viene inaugurato da Nicolas Hayek, amministratore delegato di SMH, il Museo Longines a Saint-Imier. Lo stesso anno viene proposta la linea classica La Grande Classique, in commercio tutt'oggi. Dal momento che nel 1992 si sono celebrati i 160 anni dalla fondazione dell'azienda e i 125 dalla realizzazione del primo orologio, viene presentata la collezione Francillon, dedicata al nipote del fondatore di Longines. I segnatempo proposti sono in oro, con diverse complicazioni: scheletrati, cronografi, cronografi sdoppianti e ultrapiatti (questi ultimi montavano un calibro Lassale da poco più di 1 mm di spessore). Tra questi orologi è stato presentato anche un orologio da tasca riproduzione fedele del primo segnatempo costruito da Ernest Francillon nel 1867. 

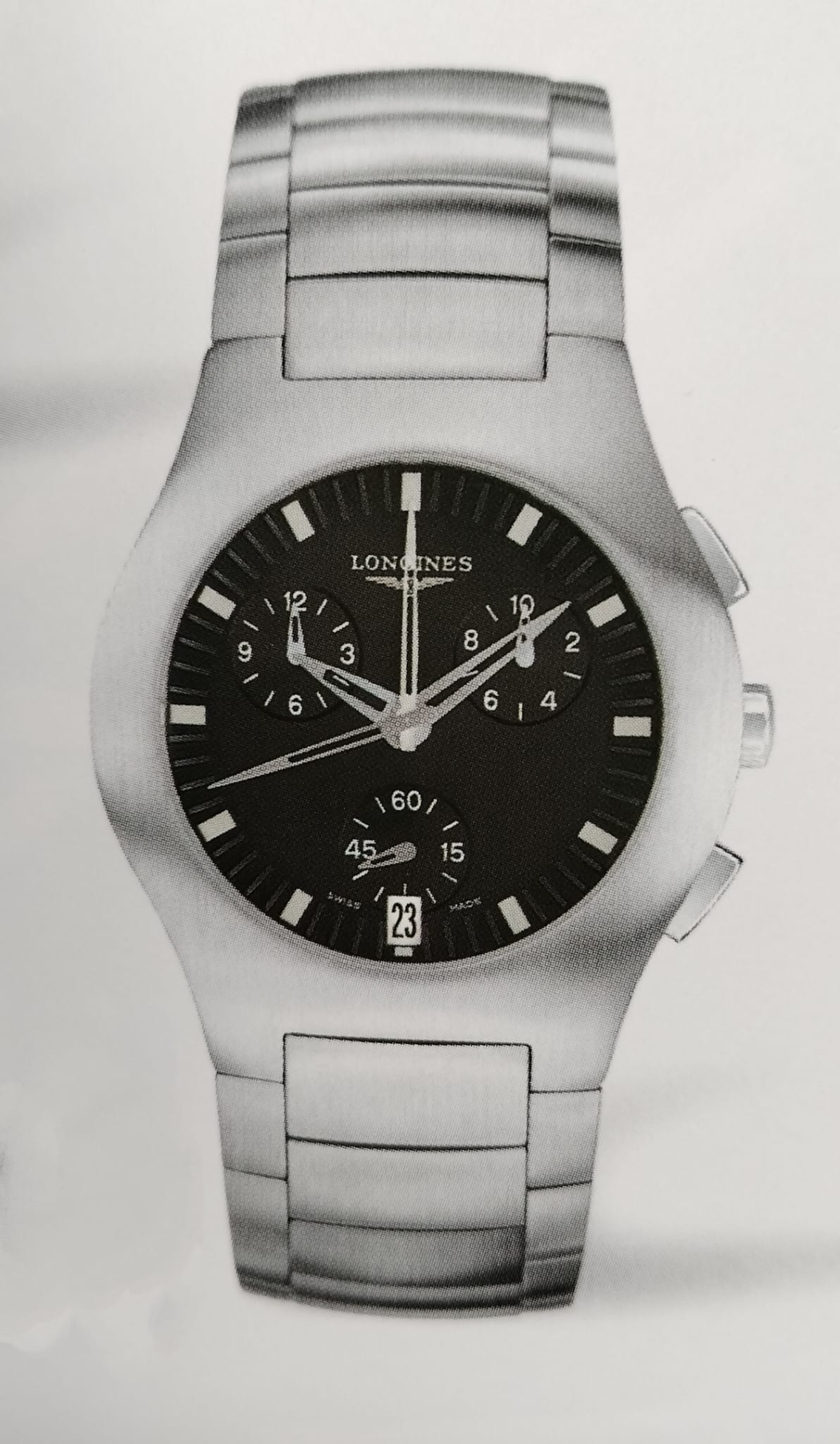
Longines Oposition cronografo ref. L3.618.4 risalente alla fine degli anni Novanta

Nel 1995 viene meno il rapporto tra Longines e Wittnauer, iniziato oltre 100 anni prima, e la distribuzione della casa della clessidra alata viene gestita direttamente dalla holding della quale l’azienda fa parte. Verso la fine degli anni Novanta viene lanciata la collezione Dolcevita, dedicata prevalentemente al pubblico femminile. A fine anni Novanta le collezioni a catalogo sono: Dolcevita, Golden Wing (eleganti con cassa a gradini e bracciali gioiello), Sport Wing, Real Chance (sportivi con lunetta zigrinata), Conquest, Oposition (orologi in acciaio con bracciale integrato e forme tondeggianti), Lindbergh, Avigation, Replica (la linea heritage di Longines), Gold e La Grande Classique. Verso la fine degli anni Novanta la collezione Lindbergh ha abbracciato colori meno convenzionali, essendo proposta con quadrante blu e arancione, discostandosi dalle sue origini più sobrie. 
La cassa di forma, di successo nei Dolcevita, viene ripresa anche nella linea Evidenza, di inizio anni Duemila, ma resa tonneau e di dimensioni maggiorate.

### Anni Duemila e attualità
In occasione delle Olimpiadi di Atene 2004 è stata presentata la Olympic Collection, comprendente un cronografo che richiama i cronografi da tasca del passato con subdials sovradimensionati.
Nel 2005 viene inaugurata la collezione Master, dedicata ai segnatempo complicati: qui possiamo trovare cronografi, calendari completi, datari retrogradi, fasi lunari e tanto altro alimentato da calibri ETA impreziositi da Longines. Un paio di anni dopo viene presentato l’HydroConquest, il famoso diver della Maison che arriva fino a noi dopo diversi ritocchi estetici, di movimento e di funzionalità (dal 2023 è stata proposta anche un'inedita versione GMT). 

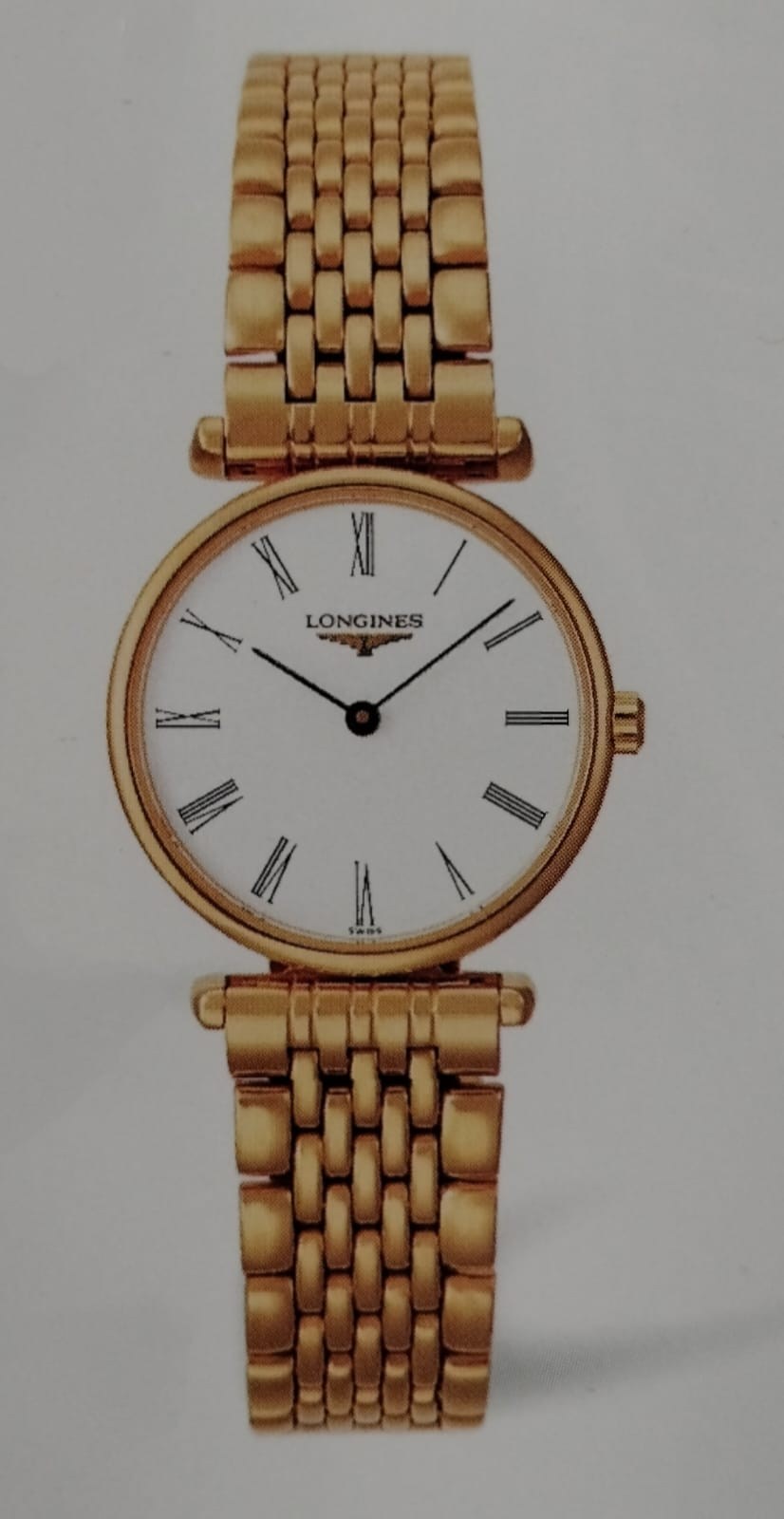
Elegante Longines in oro da donna ref. L4.209.2.11.8 appartenente alla collezione La Grande Classique

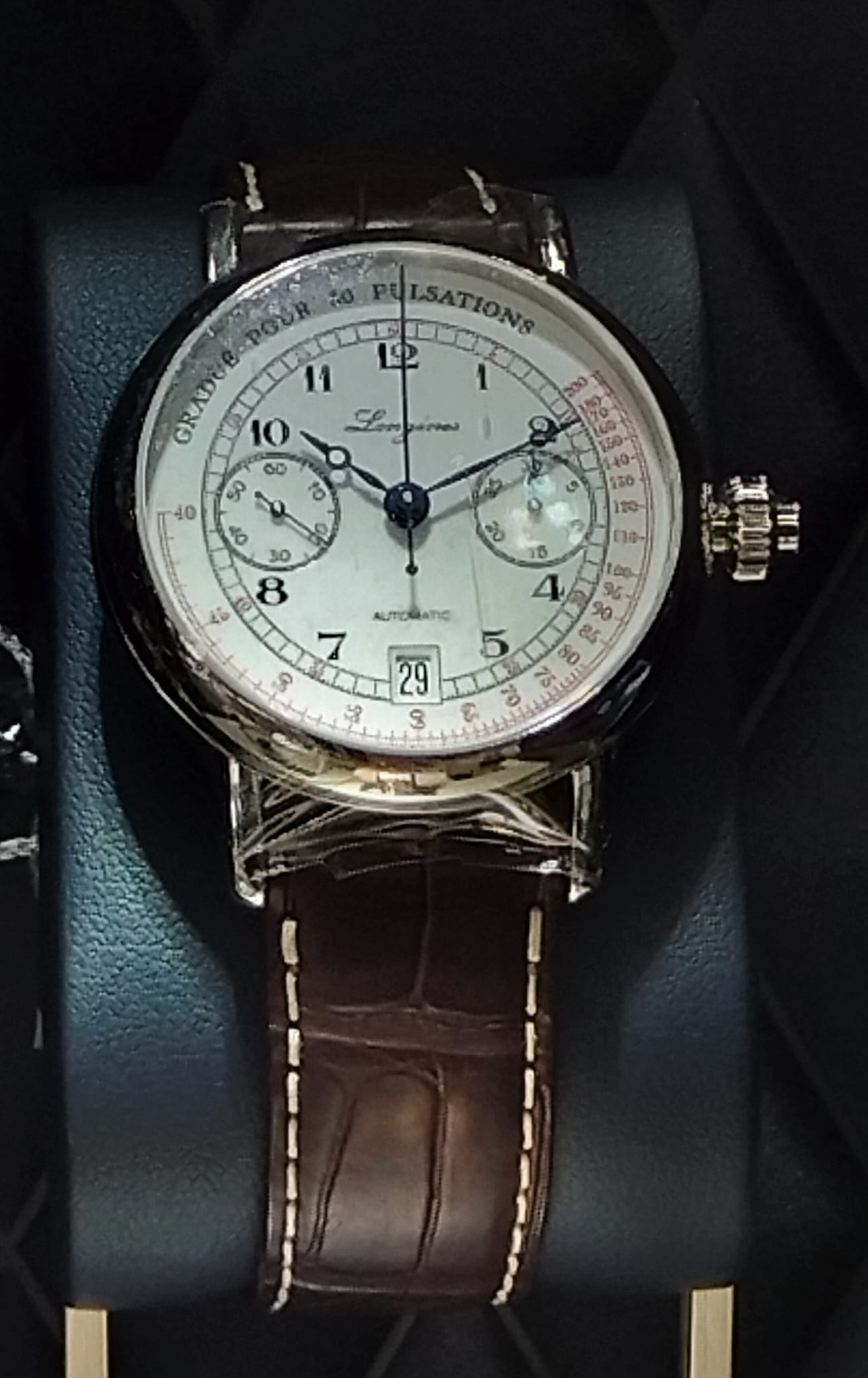
Longines Column Wheel Single Push Piece Pulsometer Chronograph ref. L2.801.4.23.2

Negli ultimi anni Longines sta puntando molto sulla rivisitazione dei suoi modelli vintage grazie alla collezione Heritage, con la quale ripropone solo tempo, cronografi e “tool watch” che hanno segnato la storia della casa: basti pensare all'Avigation Big Eye, al Legend o allo Skin Diver, al Tuxedo o al Silver Arrow, che sono solo alcuni esempi del vasto catalogo della casa. Contestualmente la Maison sta cercando di avanzare i suoi segnatempo animandoli con movimenti di maggior qualità: si è infatti passato dall’utilizzo del calibro L633 (basato sull'ETA 2824) al movimento L888 di derivazione ETA 2892, più pregiato e sottile. Stesso discorso è da fare anche per i cronografi, ora animati da meccanismi con ruota a colonne realizzati da ETA appositamente per Longines: è il caso del Longines L688, derivato da un Valgranges A08. L01, a sua volta figlio di un Valjoux 7750.

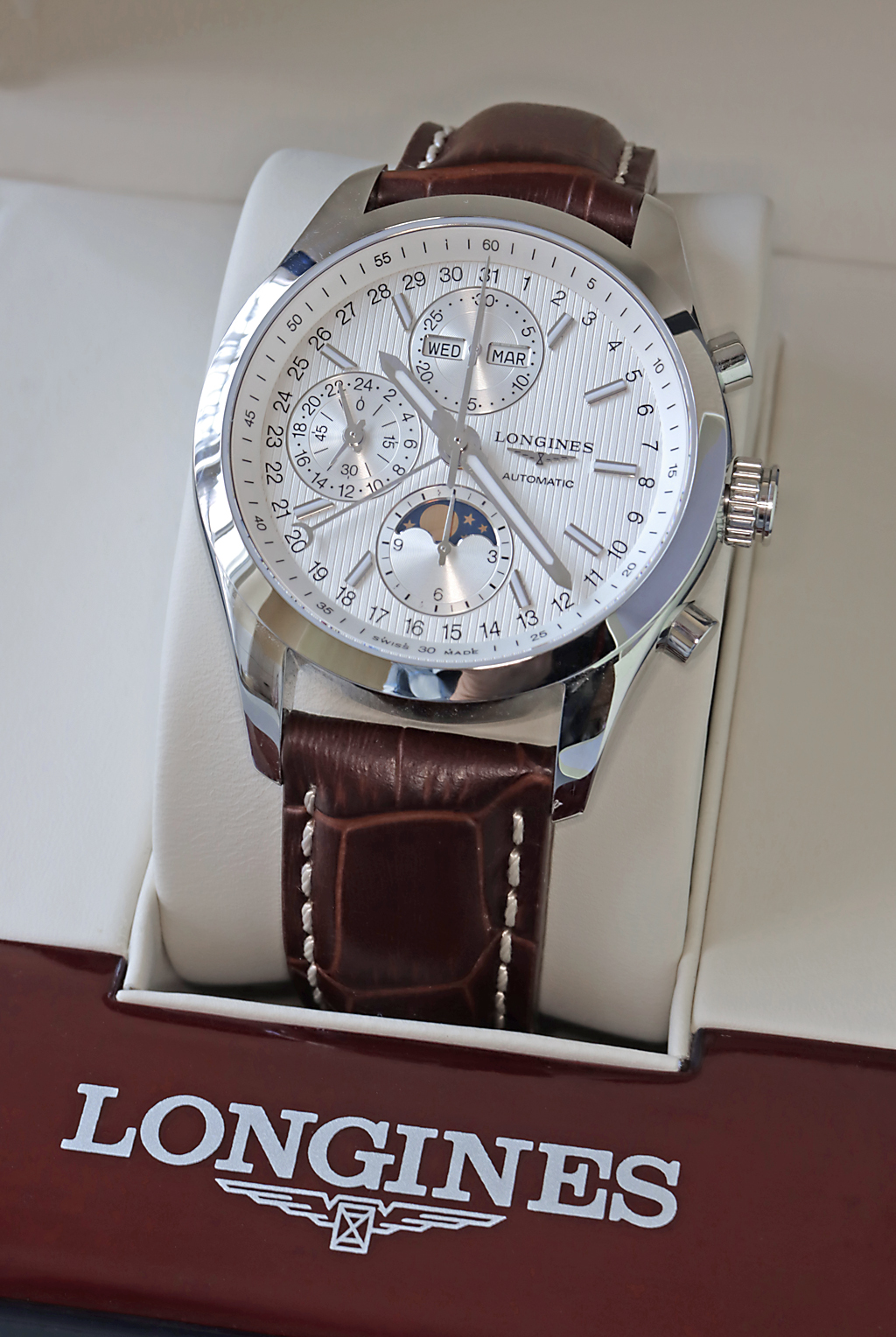
Longines Conquest Classic Moonphase Chrono, ref. L2.798.4.72.3 risalente al 2015.

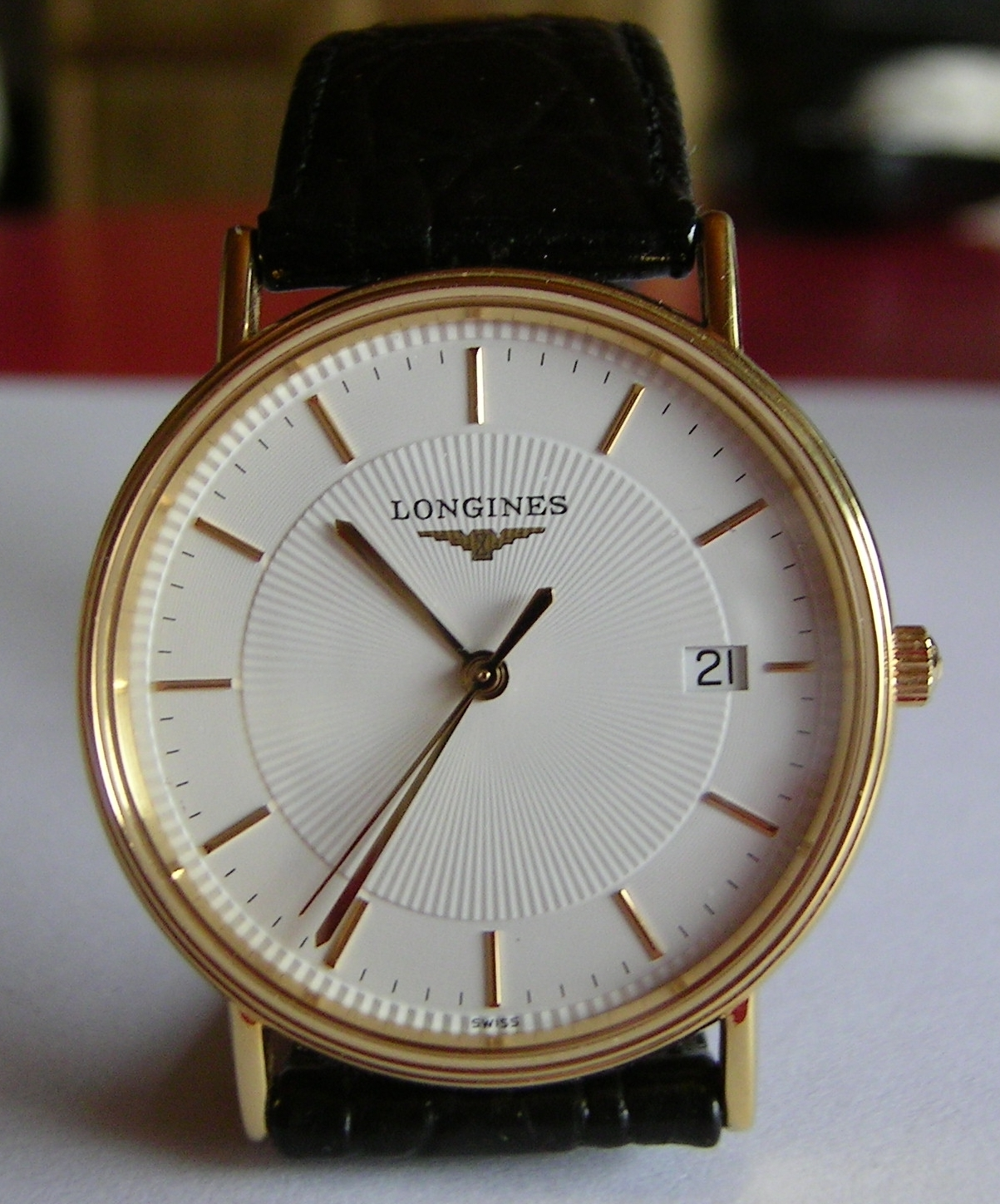
Longines Presence ref. L4.720.2, anni Duemila

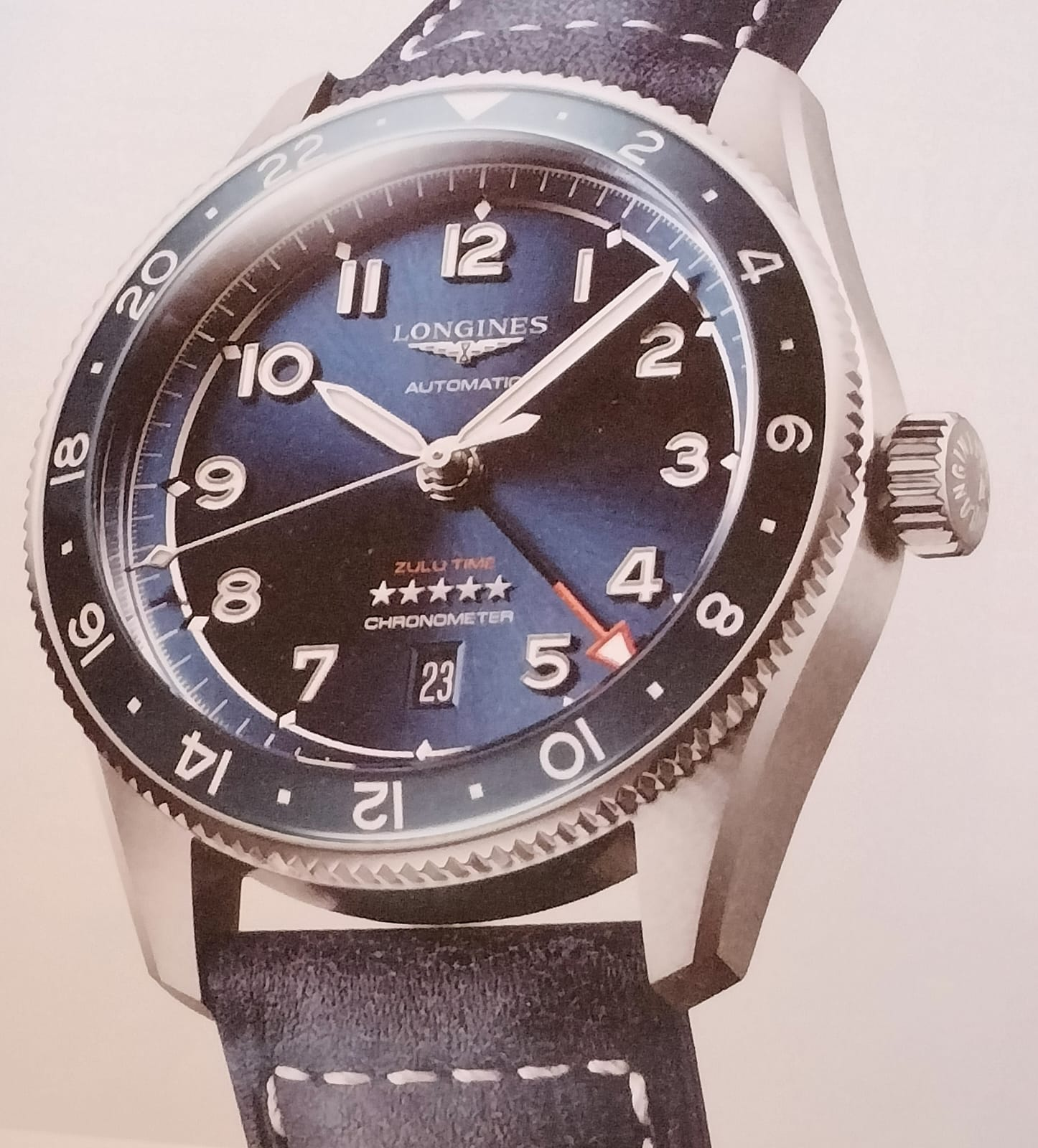
Longines Spirit Zulu Time GMT ref. L3.802.4.93.2 con certificazione Cronometro

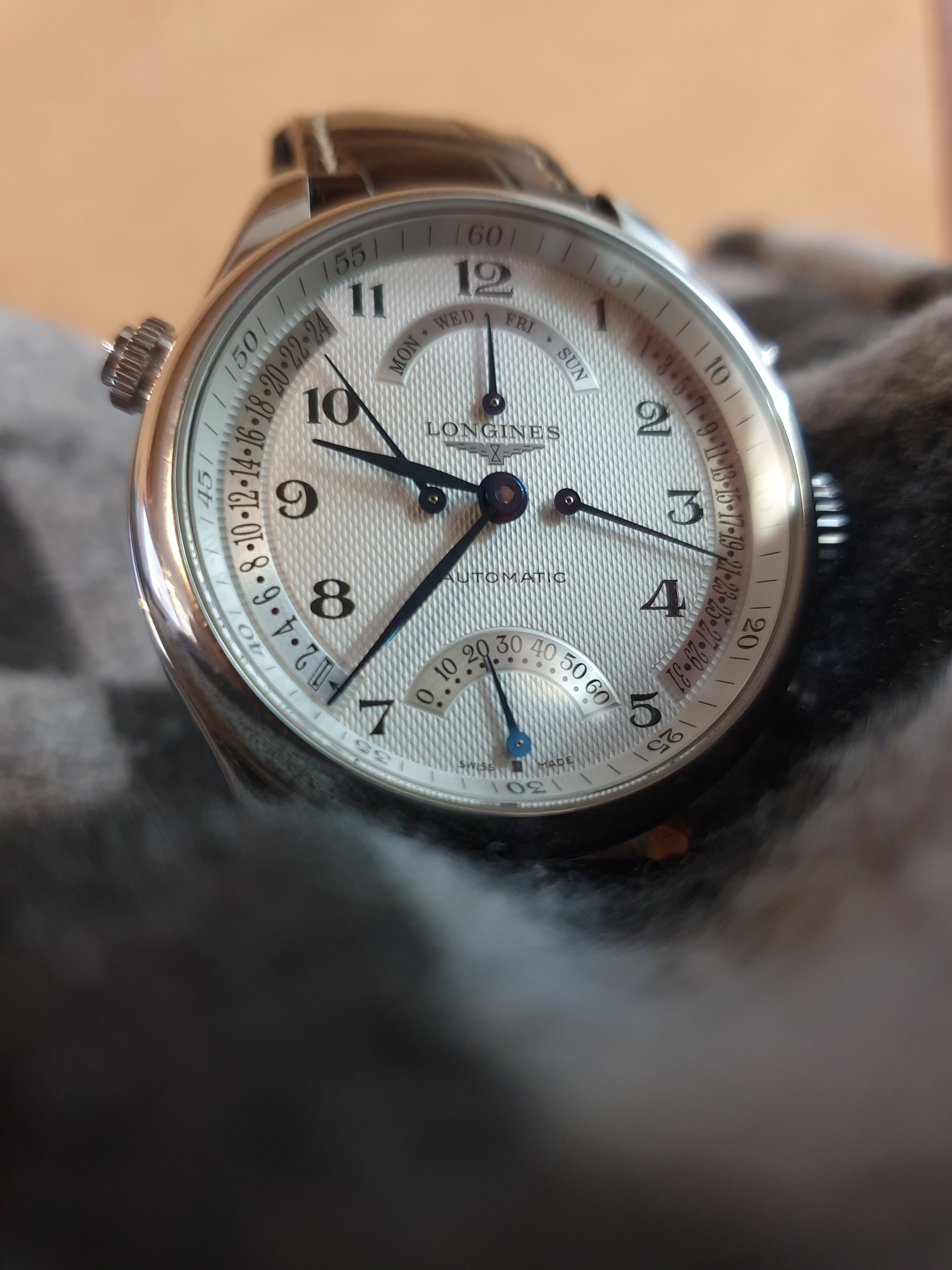
Longines Master Retrograde ref. L2.715.4.78.3, anni Duemila

Nel 2017, per i 185 anni di Longines, viene riproposta sul mercato la linea Record già nota negli anni Settanta, e prima collezione della casa a godere su tutti i suoi segnatempo della certificazione cronometro. Lo stesso anno viene lanciato il nuovo V.H.P., a oltre trent’anni di distanza dal predecessore: più che un semplice orologio, si tratta di uno strumento da polso: oltre ad essere un quarzo precisissimo (ha uno sfalsamento di circa 5 secondi all’anno), ha una batteria duratura, una protezione dagli urti violenti e dai campi magnetici e la funzione di calendario perpetuo. Nel 2020 c’è stata la presentazione della collezione Spirit, con orologi a tre lancette e cronografi tutti certificati cronometro. Pur non richiamando direttamente alcun vecchio modello, questa linea vuole rifarsi più genericamente agli stilemi del passato, prendendo spunto da field watch e orologi da aviatore che hanno contrassegnato il mondo dell’orologeria tra gli anni Trenta e Cinquanta. Un paio d'anni più tardi la linea viene implementata anche dallo Spirit Zulu Time (la versione GMT, da 39 e da 42mm, così chiamata per celebrare l'omologo antenato del 1925) e dal Chrono Flyback (con movimento L791.4, realizzato da ETA apposta per Longines sulla base del Valjoux 7734), che si pone sul mercato ad un prezzo particolarmente competitivo affermandosi come uno dei cronografi con funzione retour en vol più economici sul mercato. Questo orologio vuole, grazie a questa complicazione, anche tributare i vecchi calibri Longines come il 13.33Z, il 13ZN e il 30CH, che hanno contribuito alla buona fama della casa.

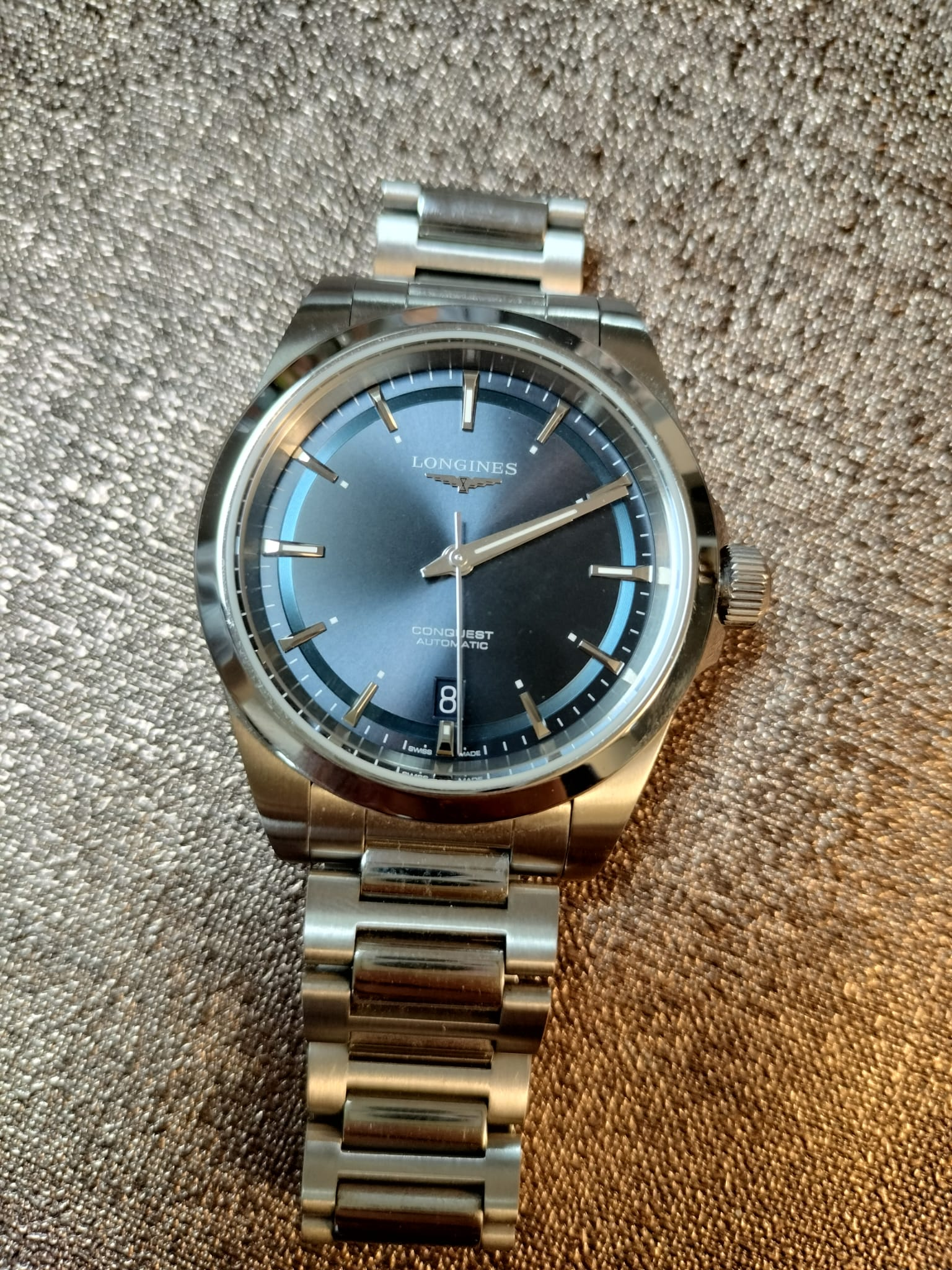
Longines Conquest ref. L3.830.4.92.6 da 41mm, risalente al 2024

Nel 2022 l'azienda ha celebrato i 190 anni dalla sua fondazione, proponendo tre nuovi orologi solo tempo nella collezione Master Collection, con cassa in acciaio, oro rosa o oro giallo, mossi dal movimento L888.5, derivato dall'ETA 2892 e personalizzato dalla Maison. Sempre nel 2022 Longines ha recuperato dagli archivi un modello storico dell'azienda, l'Ultra-Chron, una fantastica rinascita dell'orologio sportivo ultra preciso di Longines della fine degli anni Sessanta. Essendo il rifacimento del loro cronometro anni '60, le specifiche tecniche sono di altissimo livello; l'Ultra Chronometer è certificato attraverso un test di 15 giorni presso TIMELAB, una struttura di test indipendente in Svizzera. Le differenze con il modello originario riguardano le dimensioni della cassa (ora leggermente più grande) e l'utilizzo di un nuovo calibro (chiamato L836) di derivazione ETA.
Nel 2023, ripescando dalla vecchia produzione, l'azienda originaria di Saint Imier propone una rivisitazione del Pilot Majetek, risalente al 1935, e contraddistinto dalla lunetta bidirezionale. Lo stesso anno la linea Conquest viene rivista e, seppur non perde il suo connotato di everyday watch, assume una linea più elegante e meno massiccia, grazie anche ad uno spessore più ridotto. Inoltre ora il fondello è trasparente e consente di visualizzare il movimento automatico decorato: si tratta del già citato L888.5 con spirale in silicio.